# 国鉄バス

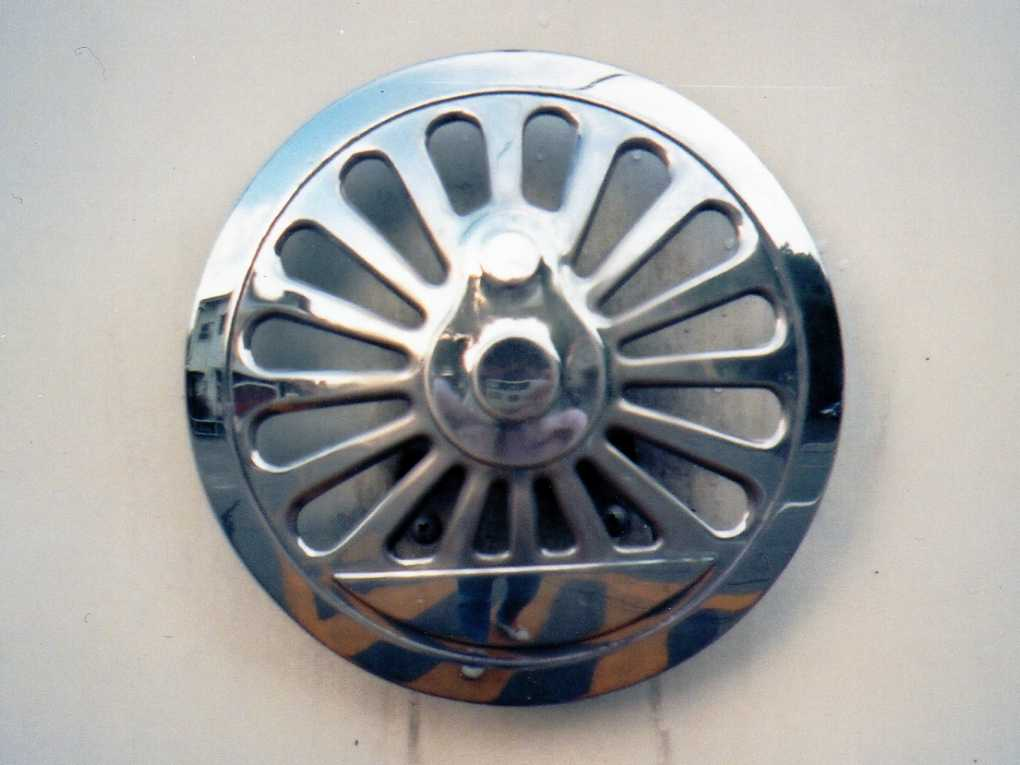
省営自動車時代からのシンボル「動輪マーク」

国鉄バス（こくてつバス）は、日本国有鉄道自動車局が運営していた自動車事業および路線のことである。
日本国有鉄道自動車局が運営していた自動車による旅客および貨物輸送の事業のことを指す。バスによる旅客輸送の他、1970年代まではトラックによる貨物輸送も行われていたが、一般的には「国鉄バス」の呼称が定着していた。
公共企業体である国鉄は、鉄道以外の事業は鉄道に付帯する事業しか行うことができなかったことから、鉄道予定線の先行、鉄道線の代行、鉄道線の培養、鉄道線の短絡を主目的として路線を開設、運営していた。なお、名神高速道路の開通に伴う名神高速線運行開始以降、鉄道線の補完も目的として加わった。詳しくは後述する。
1987年（昭和62年）4月1日に実施された国鉄の分割民営化により、国鉄の自動車事業は鉄道事業ともに、新設された旅客鉄道会社に引き継がれた。以降についてはJRバスも参照のこと。

## 事業形態
事業は国鉄自動車局が担当し、下部組織として全国を9つの自動車局および自動車部を置き、管理していた。その下部に自動車営業所を設け、各路線を管理した。

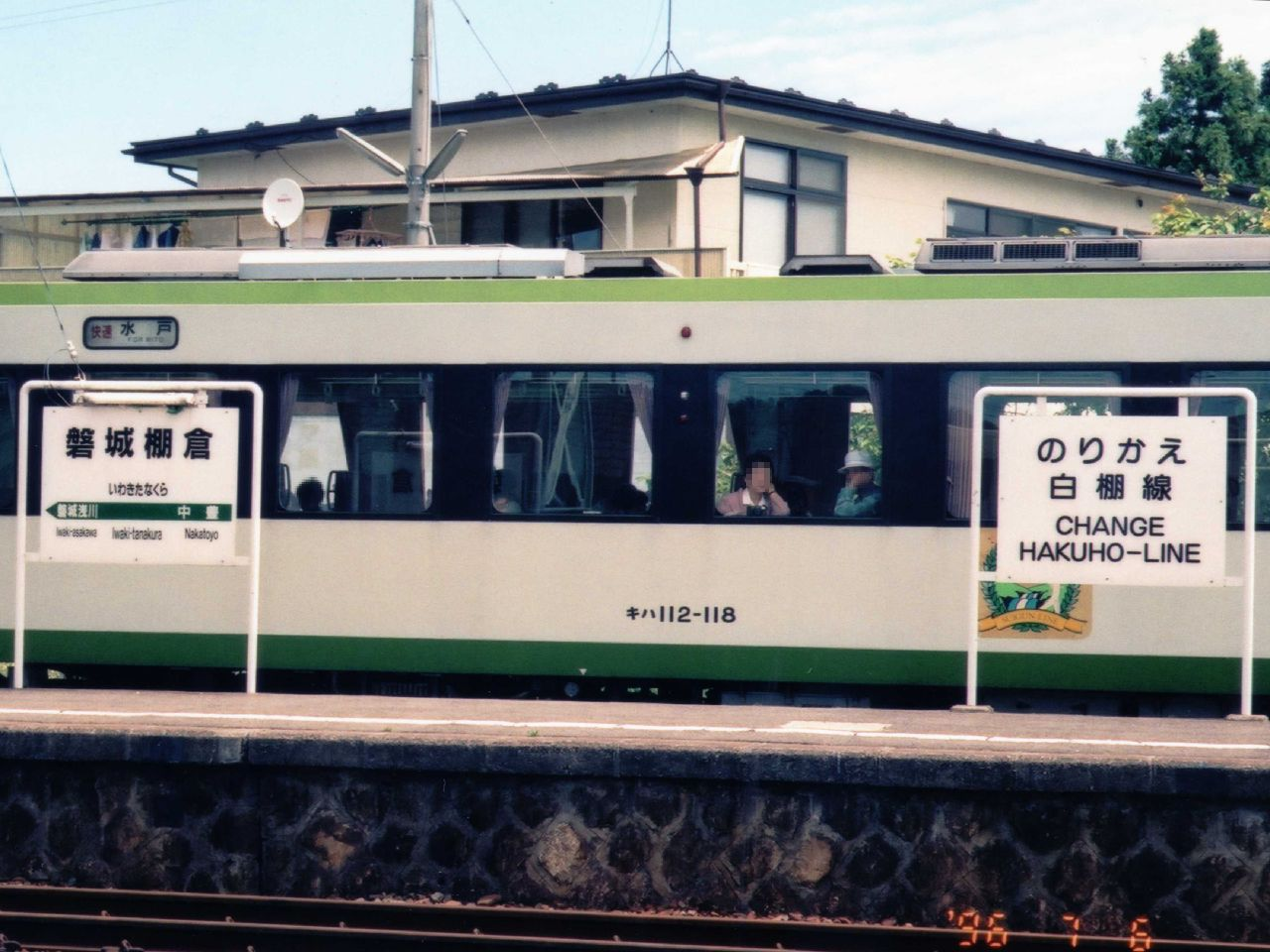
鉄道線と同格で扱われている事例。白棚線は自動車路線であるが、乗り換え案内に自動車路線である旨の記載はない

国鉄の営業上、鉄道・自動車・船舶は運賃体系は違うものの、同格として扱われていた。乗車券を発売する際の計算方法は連絡運輸に準じていたが、乗車券の発行においても連絡運輸としては扱われなかった。このため、青函連絡船が航行していた頃には、「十和田湖 - 函館」（国鉄バス・青函連絡船利用）という、国鉄の乗車（船）券でありながら、鉄道を介さないものも存在していた。
路線沿線の主要地域には鉄道駅と同等の業務を行うことを目的として、自動車駅（バス駅）と呼ばれる施設を設けた。自動車駅では当該駅から国鉄全駅への乗車券を発売し、手荷物・小荷物・貨物の取扱いも行っていた。なかには貨物専用の自動車駅も存在した。厳密に言えば、現行のバス路線における「運賃区界停留所」も停車場扱いとなり、国鉄線駅と重複する国鉄バスの停留所に旧国名（令制国）や路線名（近城岡崎、日勝目黒など）を被せたのはこの理由による。自動車駅を含む国鉄のすべての駅には国鉄自動車運賃表（タリフ）が常備してあり、指定された駅までの乗車券を発行することができた。
なお、国鉄バスは国鉄の一部ではあったが、時刻表においては私鉄や民間バスなどと同じページに掲載されていた。この点は、現在のJRバスにおいても同じである。ただし、並行する国鉄の鉄道線を補完する路線については、列車時刻と併載する事例も見受けられた。日本交通公社『国鉄監修 交通公社の時刻表 1981年8月号』を例にすると、吾妻線に渋川線の自動車便が、札沼線には石狩線の自動車便を、日高本線では日勝線の自動車便の併載が行われていたほか、東海道・山陽新幹線のページの最後の片隅にドリーム号の時刻も記載されていた。当時の国鉄が、「ドリーム号が新幹線の補完交通機関である」という認識をはっきりと示していた事例といえる。
貸切バス事業に関しては、資本力の違いによる民業圧迫を避けるため、免許区域は国鉄バス路線が運行されている沿線の市町村に限定され、国鉄バスの路線が無い市町村での営業は認められなかった。そのため、路線廃止と共に貸切免許区域も抹消された市町村もあった。

### 国鉄自動車の5原則
路線は目的別に分類されていた。その分類を以下に記す。
先行
鉄道敷設法に記された予定線などの鉄道路線を敷設する計画がある区間において、鉄道が完成するまでの暫定的な交通手段として国鉄バスを運行する形態をいう。そのまま鉄道が建設されずに終わった区間も多いが、鉄道路線が開業してバス路線が廃止されたケース（例：窪川線）や、鉄道路線開業後もしばらくバス路線が存続した例 もある。
代行
先行線に似ているが、鉄道路線を敷設する計画がある区間において鉄道としての採算が見込めないことから鉄道の代わりとして運行するもの（例：阪本線）や、不要不急対応や合理化のため鉄道の路線を撤去し、代わりに国鉄バスを運行するものが該当する。変わった例としては、安芸線のように鉄道の複線化に代わる輸送力増強策として開設された例や多古線のように南方軍需による私鉄撤去の補償代行として開設された例もある。
培養
旅客や貨物を集めることを目的に、鉄道駅から離れた町と鉄道駅を結んだもの。あるいは駅増設が困難な鉄道駅間の街と鉄道駅を結んだもの（例：札樽線、浜名線）。加えて観光地の発展・振興を目的にその地域から請願されたり、計画をして国鉄バスが運行するもの。なお、鉄道が敷かれていない島（屋代島（周防大島））に路線を持っていた唯一の例である大島線については、国鉄大島航路の小松港駅と連絡することによって、培養の役割を担っていた。
短絡
鉄道利用では遠回りとなる2駅間にバス路線を設け、ルートの短絡を図ったもの。（例：2番目の省営自動車路線「三山線」として開業した防長線の防府 - 山口間）
補完
国鉄の鉄道線の並行道路上の路線。あるいは鉄道と共に組み合わされて幹線交通網の一環を成すべき路線。元来は東海道新幹線の補完を目的として開設した東名・名神のハイウェイバスの他、北四国急行線や関門急行線のような一般道経由の路線も開設された。

## 沿革

### 創業期

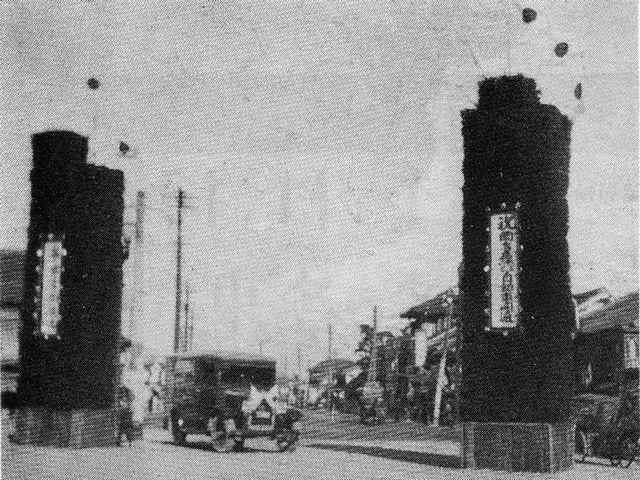
省営バス岡多線開業（1930年12月20日）

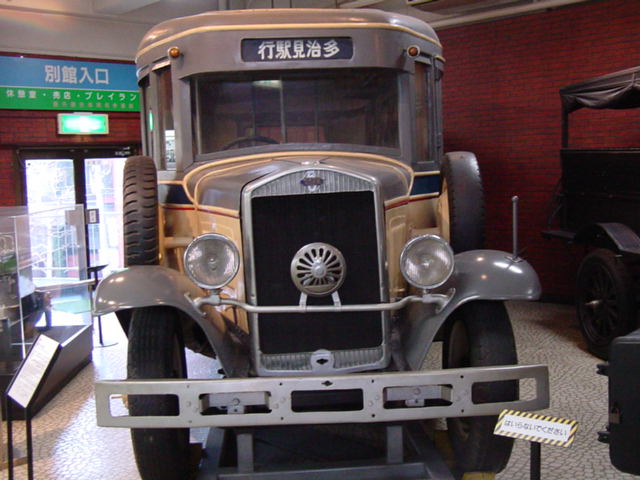
1930年に運行を開始した瓦斯電製省営自動車岡多線の車両。2002年撮影。（旧）交通博物館、鉄道博物館を経て、現:リニア・鉄道館所蔵

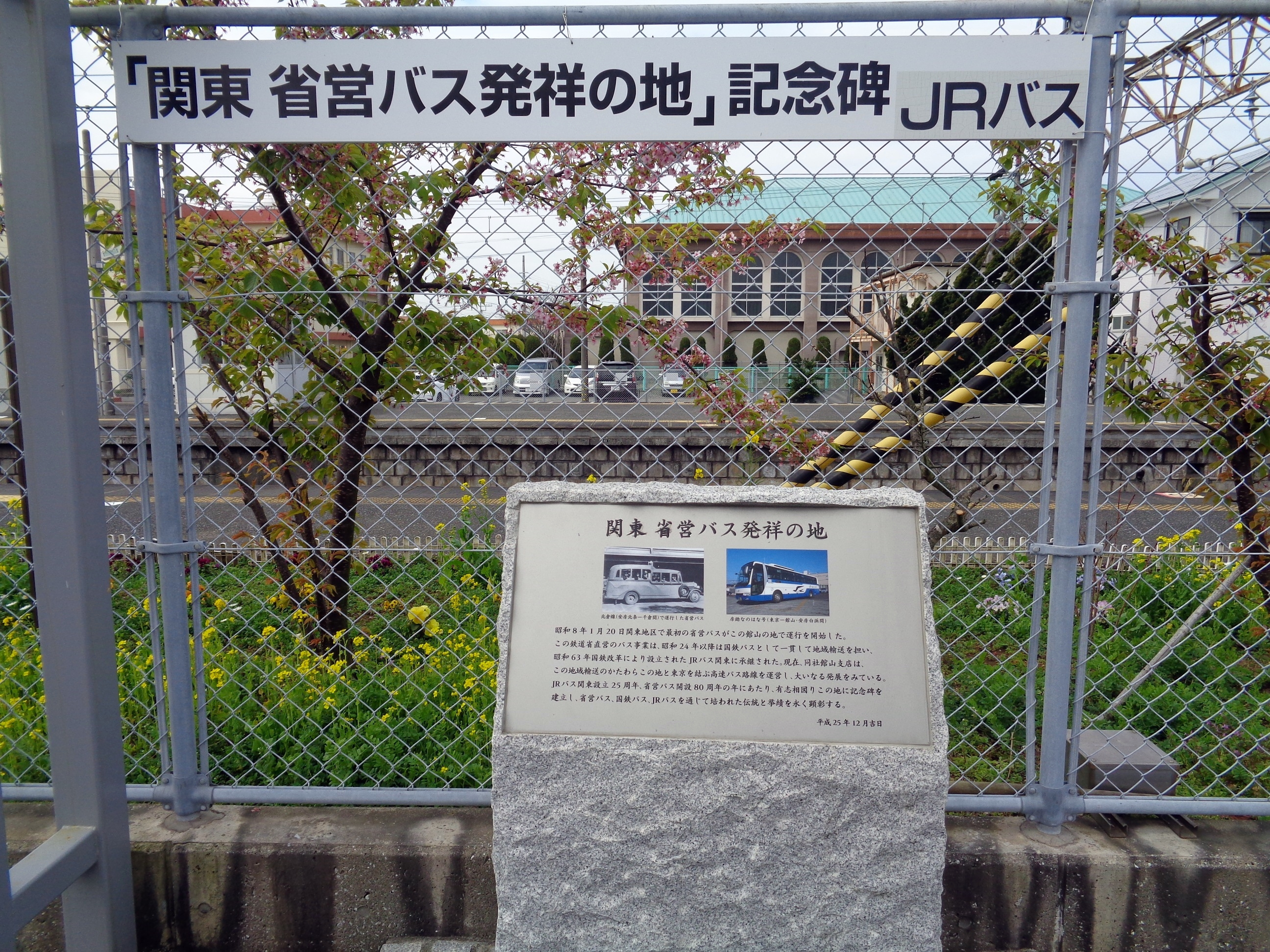
関東省営バス発祥の地記念碑

そもそも、国鉄が自らの手でバス事業を行うきっかけとなったのは、鉄道敷設法が1922年（大正11年）に大幅改正され、全国に膨大な数の鉄道建設予定が立てられたことといわれている。しかし、法改正前に木下淑夫が危惧したように、それらの予定線は輸送量が少ない地区にある上、建設費用も多額になると予想された。
このため、輸送量の少ない地域においては、鉄道の補助・代行機関として、既設の道路を利用して自動車運輸事業を行うべきという意見が起こることになり、1929年（昭和4年）には鉄道省（当時）に自動車交通網調査会が設置されることになった。
この調査会が、全国78路線の自動車交通網の答申を行ったことを受け、鉄道省では自動車運輸事業を行うことを決定した。この時、使用する車両は国産自動車とする方針も決定されたが、これはようやく成長を始めた国内自動車製造業の振興という側面もあった。こうして、1930年（昭和5年）に省営自動車岡多線の運行が開始された。当初の規模はバス7両・トラック10台であった。
1932年（昭和7年）には鉄道省運輸局に自動車課が設立され、翌1933年（昭和8年）には鉄道の付帯事業という位置付けだった省営自動車事業は「鉄道に関連する国営自動車事業」と改められ、運営基盤が確立されることとなった。1934年（昭和9年）には、政府の経済不況対策として観光事業の拡大を提唱したものを受けて、観光路線である十和田線の運行を開始している。
これ以後も、各地で自動車路線の拡大が行われた。特に中国地方では陰陽連絡路線の先行となる長距離路線が相次いで開設されたほか、四国・九州地区では1934年（昭和9年）から1936年（昭和11年）までの3年間に12路線が開設されている。逆に、北海道では戦時体制になるまではあまり大きな動きはなかった。
1940年（昭和15年）時点での営業規模は、バス550両・トラック299両、営業キロは約2,600キロメートルであった。
- 1930年（昭和5年）12月20日 - 岡崎駅 - 多治見駅間・瀬戸記念橋駅 - 高蔵寺駅間にて省営自動車岡多線の運行を開始[3]。
- 1931年（昭和6年）5月 - 山口駅 - 三田尻駅間にて三山線の運行を開始[4]。
- 1932年（昭和7年）3月 - 亀山駅 - 三雲駅間にて亀三線の運行を開始[5]。
- 1933年（昭和8年）
  - 1月20日 - 安房北条駅 - 千倉駅間にて北倉線の運行を開始[6]。館山自動車所開設。
  - 3月31日 - 富山駅 - 笹津間にて笹津線の運行を開始[7]。
  - 3月28日 - 幸崎駅 - 佐賀関間にて佐賀関線の運行を開始[8]。佐賀関自動車所開設。
- 1934年（昭和9年）
  - 3月24日 - 松山駅 - 久万間にて予土線の運行を開始[9]。松山自動車所開設。
  - 6月10日 - 苗穂駅 - 手宮駅間にて札樽線の運行を開始[10]。札幌自動車所・手宮分車庫開設。
  - 8月5日 - 青森駅 - 和井内間にて十和田線の運行を開始[11]。仙台鉄道局青森自動車所開設。
- 1935年（昭和10年）
  - 8月1日 - 仙台鉄道局青森自動車所毛馬内支所開設。
  - 10月 - 仙台鉄道局角田自動車所開設。
  - 12月11日 - 渋川駅 - 真田間・上州大津 - 上州草津間にて吾妻本線・上州草津線の運行を開始[12]。渋川自動車区開設。
- 1938年（昭和13年）6月 - 仙台鉄道局福島自動車区開設。
- 1939年（昭和14年）11月25日 - 仙台鉄道局北福岡自動車区、沼宮内自動車区開設。

### 戦時中から終戦直後
第二次世界大戦(1939年9月1日から1945年9月2日間で）により、省営自動車は時代の要請による変化を余儀なくされる。戦時中においては軍需物資の輸送は国策上急務であり、これを受けて鉄道貨物の末端輸送や近距離輸送においては、省営自動車が輸送を担うようになった。さらに、戦争の激化に伴って輸送状態が逼迫すると、鉱石や木材の輸送を行う貨物自動車路線を次々と開設することになった。こうして、貨物輸送の比率は急上昇、終戦の1945年にはトラック1279台・バス674両という規模になった。
一方、資材不足により金属供出が行われるようになると、鉄道においても不要不急とされた線区（不採算線区や閑散線区）の撤去が行われることとなり、この代行輸送を省営自動車が行うことになった。
この時期、民間および公営のバス事業者においては陸上交通事業調整法ならびに陸運統制令による統合の通牒が出されていたが、省営自動車においてはほとんど影響を受けていない。富山県内を運行していた笹津線は富山地方鉄道に一本化するために廃止されたが、これは戦時統合によって廃止された唯一の省営自動車路線である。また、鉄道路線とは異なり、自動車路線は鉄道省による戦時買収の対象とはならなかった。鉄道路線を国に戦時買収された民営事業者のなかには、中国鉄道のようにバス会社として存続した事業者もある。
終戦(1945年となると、政府は国土復興のための開拓事業を奨励することとなり、省営自動車も開拓地域への路線を拡大することとなった。貨物輸送についても、占領軍からトラックの払い下げを受けた上で、復興物資の輸送に注力した。1946年1月31日には「行政整理実施ノ為ニスル運輸省官制中改正等ノ件」（昭和21年勅令第67号）等により省営自動車は国営自動車に改称。
1948年、連合軍最高司令部民間運輸局により、国営自動車の拡大には大幅な制限が加えられることとなった。占領下で産業自由化政策が進められている折、民間バス事業者の復興が優先されたためであり、国営自動車には戦時中の休止路線と民間との相互乗り入れを行う路線のみ、拡大が認められた。
- 1942年10月20日 - 古川自動車区、築館派出所を開設。
- 1943年
  - 2月28日 - 笹津線の運行を廃止[13]。路線は富山地方鉄道に移管。
  - 4月1日 - 樺太の内地編入に伴い、本斗自動車区と内路自動車区を開設。
  - 9月1日 - 毛馬内支所を新潟鉄道局に移管、新潟鉄道局毛馬内自動車区となる。
  - 9月15日 - 大湊自動車区開設。
  - 10月1日 - 札沼線石狩月形駅 - 石狩追分駅間の休止に伴い、代行輸送を開始[14]。
  - 11月20日 - 沼宮内自動車区久慈支所、沼宮内自動車区葛巻支所開設。
- 1944年
  - 1月 - 八日市場自動車区多古支所開設。
  - 6月 - 日之影駅 - 高森駅間にて、貨物専用路線の高千穂線を運行開始[15]。高千穂自動車区開設。
  - 12月11日 - 白棚線全線の休止に伴い、代行輸送を開始 [16]。
- 1946年11月3日 - 仙台管理局仙台自動車区を開設。
- 1947年
  - 2月18日 - 仙台鉄道局遠野自動車区開設。
  - 12月25日 - 仙台鉄道局岩泉自動車区開設。
  - 12月27日 - 札幌鉄道局厚岸自動車区、同区標茶派出所開設。
- 1948年3月13日 - 仙台鉄道局一関自動車区開設。

### 日本国有鉄道発足から高速道路時代へ
1949年、公共企業体である日本国有鉄道の発足に伴い、国営自動車は国鉄自動車として再スタートを切った。なお、公共企業体への移行を機に国鉄バスのシンボルマークを一般公募し、1950年10月14日に発表された。動輪上に流線を描くツバメをあしらった「つばめマーク」は、若干のアレンジが加わったものの、今なおJRバス各社のシンボルマークとして親しまれている。
1951年には国鉄自動車は道路運送法の適用を受けることになり、道路運送における秩序の確立のため、民間バス事業者と対等の立場となった。この頃、民間バス事業者の成長とともに、国鉄自動車との間に数々の摩擦も生じるようになった。このため、政府は1952年に国鉄自動車の事業範囲についての見解を出した。これが国鉄自動車の4原則である。この原則に該当する路線であっても、民間バス事業者との調整は慎重に行うこととされた。1954年には、国鉄バスと民間バスの調整に関する勧告を行い、バス業界の発展のために十分な調整を行うこととされた。しかし、住民からの路線拡張に対する要望は大きく、1955年までに営業キロは12,033キロとなった。バス1629両、トラックは766台と、戦時中から戦後にかけての物資輸送が一段落したこともあり、トラック輸送の比率は小さくなった。
1955年以降、自動車産業の復興と道路網の整備が進むにつれ、それまでは鉄道の輸送分野といわれていた中距離輸送についても、バスが進出することになった。1955年6月には運輸大臣の諮問機関として「日本国有鉄道経営調査会」が設置されていたが、答申の中では国鉄自動車についてもふれられており、「自衛手段として、自動車輸送の拡大を図るべきである」との答申を出した。
1957年には国土開発縦貫自動車道建設法が制定され、1964年には名神高速道路が全線開通することも決まったことから、日本でも本格的な高速道路時代が到来し、陸上輸送体系が大幅に変わることが予想された。これは、それまで中距離輸送まで進出していたバスが、幹線輸送の分野へも進出することを意味するものであり、国鉄はもちろん、国鉄バスにとっても無視できない問題であった。同年7月には、国鉄自動車の基本方針として「従来の4原則を踏襲しつつ、都市間の幹線にバスを運行することで鉄道輸送の補完を図り、今後開通する高速道路におけるバス事業は国鉄バスが行うべきである」と決定した。
さらに、1962年には国鉄総裁の諮問機関として「国鉄自動車問題調査会」が設けられた。これは、陸上輸送体系の変化に対応できる国鉄自動車事業分野の方向性を検討するものであった。1962年12月、調査会は国鉄バスの輸送分野として、「国鉄の鉄道線の並行道路上の路線及び鉄道と共に組み合わされて幹線交通網の一環を成すべき路線、並びに地域開発上必要と認められる路線」と答申した。これにより、鉄道との機能補完による全国的な統一輸送網を形成することが国鉄バスの今後の方針である、と決定した。これにより、国鉄バスの原則に新たに「鉄道線の補完」が加わり、国鉄自動車の5原則となったのである。
これより前、名神高速道路の全線開通を控え、1961年には名神高速道路上の路線開設を申請していたが、全ての申請を合計すると80往復以上となり、供給過剰で認可できるものではなかった。この需給調整が行われている中で決定された国鉄バスの方針については、民間事業者から「国家資本による民業の圧迫である」と激しい反発を受けた。運輸省では「名神高速道路上のバス路線の運行は、民間バス事業者の出資による日本急行バスが望ましく、国鉄もこれに出資すべき」という見解を発表したが、国鉄自動車問題調査会では「高速道路上のバス事業は国鉄と民営の並存が望ましい」との所信を発表、国鉄は日本急行バスへ出資の意志はないことも改めて明言した。
名神高速道路上のバス路線については運輸審議会による公聴会が1964年7月10日 - 14日の5日間にわたり実施され、その結果を受けて運輸審議会では「輸送の重要性に鑑み、他の民営事業者との調整を図りながら、国鉄をしてこの事業を行なわせることが適当である」との答申を行い、これを受けて運輸省は、国鉄バスの路線開設について認可した。また、内閣法制局は、鉄道の機能補完を行う幹線輸送について、「国有鉄道が営む鉄道事業の目的を十分達成するために、あわせ営むのが合理的と考えられる範囲の自動車運送事業」という解釈を示した。この時点で、国鉄バスが高速道路上のバス路線へ参入することが確定したのである。
- 1948年 - 伊那自動車区開設。
- 1949年 - 新潟鉄道局三条営業所開設（のち新潟へ移転）。
- 1950年
  - 新潟鉄道局象潟営業所小国支所開設。
  - 4月1日 - 国鉄自動車局東北地方自動車事務所・信越地方自動車事務所開設。
- 1955年12月15日 - 長野原 - 野反湖にて花敷線の運行を開始。
- 1956年12月10日 - 小諸自動車営業所開設。
- 1958年3月10日 - 山口駅 - 博多駅間にて関門急行線の運行を開始。西日本鉄道との相互乗り入れで国鉄6往復・西鉄5往復。
- 1964年10月5日 - 名神高速線（名古屋駅 - 大阪駅・神戸駅間）開業。
- 1965年3月6日 - 名神高速線（名古屋駅 - 京都駅間）開業。

### マイカー時代の到来と分割民営化
こうして、国鉄バスの高速バス路線は拡大されていった。しかし、1960年代半ば以降、国民経済の発展と自動車の大衆化、道路網の整備・拡大は、バス時代ではなくマイカー時代の到来という結果を生み出した。この時期を境に、バス利用者の減少が始まり、国鉄・公営・民営を問わずバス事業の経営は悪化していった。国鉄バスにおいては、その経緯から地域開発路線を多く抱えていたため、その影響も著しく、深刻なものとなっていた。このため、1968年には「国鉄自動車経営改善委員会」が設置され、不採算路線の削減を中心とする路線網の再編成を含めた大幅な合理化施策の方針を打ち出した。
また、国鉄自体の経営も悪化していたため、国鉄諮問委員会ではローカル線のあり方についての意見を提出し、「83線区2600キロ（俗に言う「赤字83線」）の鉄道線については、便益性を十分に確保する見通しを立てた上で自動車輸送に委ねるべきである」と勧告した。国鉄財政再建推進会議や財政制度審議会においても同様の指摘が行われたのを受け、1969年には赤字鉄道線のバス転換を図ることが閣議決定された。この方針に伴い、1972年には三国線・鍛冶屋原線など5線区の鉄道線が廃止され、国鉄バスによる代替輸送が実施されることになった。同年、経営改善計画をさらに発展させ、路線の役割を明確にし、都市間路線・観光路線については鉄道との一貫した輸送体制の整備等の積極的な営業施策、それ以外の路線では、沿線利用者の同意等の条件を勘案しつつ路線の再編成を行うこととされた。
鉄道との一貫した輸送体制については、1975年に新幹線博多開業を機に陰陽連絡バスの運行を開始し、新幹線の持つ時間短縮効果を山陰地方にまで波及させた。地域開発路線については、日常生活に不可欠な最後の足としての役割を持つ路線が多く、1977年には「地方バス路線運営費補助金」の交付を受けることになった。1972年度から民間バス事業者には生活路線維持の助成金が交付されており、これと同等の助成措置を行うことにしたものである。
その一方、高速バス路線については異変が生じていた。1975年に中国高速線の運行を開始し、好調なスタートを切ったかに見えたが、これは並行する姫新線の利用者数の減少を招いた。安くて速い 上に大阪へ直行する高速バスに乗客が移ってしまったことによるもので、因美線と連なって陰陽連絡路線としての一翼も担っていたはずの姫新線が、地域輸送主体の路線となっていった。本来鉄道線の補完の役目を果たすべき国鉄高速バスが、あろうことか鉄道線に大打撃を与えてしまったため、国鉄社内でも「国鉄バスが国鉄の乗客を奪った」と大変な問題になり、以後の国鉄高速バス路線の拡大は凍結される ことになった。この事例は、国鉄にとっては「大都市と地方都市を結ぶ高速バスであっても、並行する鉄道は脅威にさらされる」という教訓となった。
1977年1月に「日本国有鉄道の再建対策について」が閣議で了解されると、同年4月に「経営改善計画」として、自動車部門について路線別管理を強化し、実態に即応しつつ路線の再編成を行うと共に、各種の合理化施策を推進することにより、1985年に収支均衡となるように収支改善に努める、という方向性が示された。さらに同年12月には、「日本国有鉄道の再建基本方針」が閣議了解されたが、自動車部門については「高速線については需要に合わせた積極的な営業施策の展開、一般路線に対しては輸送量の変化に対応した路線の再編成、貨物輸送については縮減」との方針が示された。この計画に伴い、省営自動車初期より続けられたトラック輸送は1984年2月に全廃され、1985年までに2300キロに及ぶ路線の休廃止が行われた。
しかし、国鉄の経営状態はさらに悪化し、1983年には政府に「国鉄再建監理委員会」が設けられた。1983年には「乗車密度5人未満の路線の整理、民間バス並みの経営が行えるような行政措置」が求められた。さらに、分割民営化が確定した1985年には、再建監理委員会から「バス事業は一旦旅客鉄道会社に引継ぎ、分離・独立の内容は旅客鉄道会社設立の計画の中において明らかにする」と意見が示された。政府はこの意見を最大限尊重するとの閣議決定を行い、国鉄バスが地域ごとに分割されることが確定した。なお、国鉄の経営改善計画において、自動車部門に限っては目標より1年早い1984年に、その計画目標を達成している。
1984年、中央高速バス伊那・飯田線の運行開始前後に表面化した中央高速バス問題の際には、国鉄バスも東京と伊那地区を結ぶ高速バスに参入することで、身内での影響を食い止める案もあった。しかし、国鉄飯田線が置かれた状況に変化はなく、飯田線自体も高速バスに対して全く競争力を持たせることができないことから、中国高速線と同様の状態になり非難されるのは明らかで、高速バス反対という意見に押し切られることになった。しかし、「高速バス反対」という意見は全く受け入れられなかったため、方針転換を余儀なくされることになる。
この方針転換に伴い、1985年には盛岡 - 弘前間の高速バス「ヨーデル号」の運行に参入した。この路線は花輪線と競合しており、花輪線の乗客の転移も当然予想されたが、路線の目的が東北新幹線連絡であり、新幹線乗客の増加が見込まれるため、国鉄全体としてはプラスになると判断されたことから、国鉄社内ではあまり問題視されていなかった。
また、1986年2月に民間側で申請された中央高速バス諏訪岡谷線に対抗するべく、直後の1986年3月に中央自動車道経由の高速バスの運行を申請したが、こちらは国鉄バス側と民間側の主張が完全に対立し、両社とも一歩も譲らない姿勢を示したため、ついに国鉄バスが国鉄バスであるうちには何の進展も見られないという異常な状態になった。中央高速バスのみならず、分割民営化後に強引ともいえるほど多数の高速バス参入により、他の民間バス事業者との摩擦が発生する前兆でもあった。
こうして、1930年12月20日の運行開始以来57年間運行を続けてきた国鉄バスは、1987年3月31日限りで、国鉄バスとしての運行を終了し、各旅客会社に引き継がれたのである。
- 1966年6月20日 - 志賀草津高原線の草津温泉 - 湯田中駅間を開業。
- 1968年2月1日 - 東北自動車部・信越自動車部となる。
- 1969年6月10日 - 東名高速線（東京駅 - 名古屋駅間）開業。ドリーム号も同日より運行開始。
- 1974年4月23日 - 中国高速線（大阪駅 - 津山駅間）の路線免許を申請。
- 1975年11月1日 - 中国高速線運行開始。
- 1978年1月20日 - 八日市場営業所成田支所開設。
- 1980年 - 信越地方自動車部新潟営業所廃止。
- 1984年
  - 東北地方自動車部沼宮内営業所盛岡在勤開設。
  - 2月1日 - 貨物輸送を廃止。
  - 3月10日 - 四国地方自動車部廃止、四国総局自動車管理室管理下となる。
- 1985年3月20日 - 信越地方自動車部廃止に伴い、十和田南自動車営業所・象潟自動車営業所（小国支所を含む）を東北地方自動車部に編入。小諸自動車営業所を関東地方自動車局に編入。
- 1986年
  - 3月14日 - 東京駅 - 上諏訪・岡谷間を結ぶ高速バス路線の運行を申請。
  - 12月4日 - 日本国有鉄道改革法施行。旅客自動車運送事業は、各旅客会社が引き継いだのち、原則として経営分離するものとされた。
- 1987年
  - 3月1日 - 民営化に伴う新会社の営業拠点にあわせるため、中部自動車局伊那自動車営業所・下諏訪自動車営業所を関東地方自動車局に、近江今津自動車営業所・金沢自動車営業所・穴水自動車営業所を近畿地方自動車局へ移管。
  - 4月1日 - 国鉄分割民営化実施にともない、地方自動車局（自動車部、自動車管理室）単位でその地域を管轄するJR旅客鉄道各社へ承継。

## 路線一覧
- 所属は1987年2月末時点。
- （→ ）内は、2020年現在その路線を運行している事業者。（→ ）を付していない路線は2020年現在もJRバス各社の路線として存続しているもの。

### 北海道総局北海道地方自動車部
- 札樽線
- 空知線
- 岩見沢線（→北海道中央バス、新篠津交通、美唄市民バス、一部区間は岩見沢市のスクールバスで代替）
- 長沼線
- 長恵線（廃止区間は恵庭市バス・長沼町営バスが代替。存続区間はえにわコミュニティバス実証実験により2010年12月1日から休止扱い）
- 石狩線（→北海道中央バス、浦臼町営バス、沼田町営バス）
- 伊達線（→道南バス、一部区間は豊浦町営バスが代替）
- 日勝線
- 北十勝線（→十勝バス、北海道拓殖バス、帯広市）
- 南十勝線（→大樹町）
- 日勝高原線（廃止）
- 当麻線（→当麻町営バス）
- 美瑛線（→道北バス、美瑛町）
- 厚岸線（→くしろバス）
- 釧根線（→くしろバス、標茶町有バス、別海町地域生活バス）
- 旭川線（廃止）
- 国富線（貨物路線）
- 石崎線（貨物路線）

### 東北地方自動車部
- 下北線
- 十和田北線
- 十和田南線（旧信越地方自動車部管轄、→秋北バス、十和田タクシー）
- 鳥海線（旧信越地方自動車部管轄、→羽後交通）
- 小国線（旧信越地方自動車部管轄、→小国町営バス）
- 八久線（→のるねっとKUJI、洋野町営バス）
- 盛岡金田一急行線（路線としては廃止。沼宮内駅以南は平庭高原線に移行）
- 軽米線
- 田子線（→南部バス）
- 十和田東線（廃止、現行の十和田東線とは異なる）
- 二戸線
- 小鳥谷線
- 平館線（→岩手県北バス→八幡平市コミュニティバス）
- 下屋敷循環線（→岩手県北バス）
- 沼宮内線
- 早坂高原線
- 平庭高原線
- 陸中海岸線（→岩手県北バス、岩泉町民バス、田野畑村民バス、普代村営バス）
- 安家線（→岩泉町民バス、のるねっとKUJI）
- 遠野線（→岩手県交通、住田交運→住田町コミュニティバス）
- 遠野北線（→早池峰バス→岩手県交通、川井村営バス→宮古市川井地域バス）
- 一ノ関線（→東磐交通）
- 古川線（→ミヤコーバス→栗原市民バス、大崎市民バス）
- 仙台盛岡急行線（一ノ関 - 盛岡廃止。一ノ関以南は古川線に統合。）
- 仙台南線（廃止）
- 角田線（→ミヤコーバス→丸森町民バス、角田市乗合タクシー「ラビットくん」）
- 白石線（→白石市民バス、角田市民バス→角田市乗合タクシー「ラビットくん」）
- 小斉線（→角田市民バス→角田市乗合タクシー「ラビットくん」）
- 相馬海岸線（→福島交通）
- 福浪線
- 船福線（→福島交通）
- 川俣線（→川俣町福島市自治体バス）

### 関東地方自動車局
- 白棚線
- 磐城南線
- 磐城北線（→福島交通）
- 塩原線
- 日塩線（→那須塩原市営バス）
- 矢板北線（→那須塩原市営バス、矢板市営バス）
- 矢板南線（→さくら市営バス）
- 常野線
  - 茂木 - 芳賀黒田（廃止）
  - 芳賀黒田 - 烏山（→那須烏山市営バス）
  - 烏山 - 小川辻町 - 馬頭 - 藤沢（→那珂川町営バス・那須烏山市営バス）
  - 藤沢 - 大内 - 盛泉（廃止）
  - 盛泉 - 常陸大子（→茨交県北バス→茨城交通）
  - 大内－五輪場（廃止）
- 馬頭線（廃止）
- 来目木線（廃止）
- 小貝線（→市貝町営バス）
- 水都西線
  - 宇都宮一条町 （現・東武駅前） - 宇都宮 - 祖母井 - 茂木
  - 茂木 - 長倉宿 - 赤沢（廃止、後に茂木 - ツインリンクもてぎが復活。）
- 山ノ内線（廃止）
- 板戸線（廃止）
- 桑島線（廃止）
- 道地線（廃止）
- 八ツ木線（廃止）
- 水都東線
  - 水戸 - 赤沢（廃止）
  - 水戸 - 赤塚（→関東鉄道）
  - 赤塚 - 中丸 - 双葉台 - 三夜前 - 谷津三叉路 - 木葉下 - 常陸小松 - 石塚上町（廃止）
  - 谷津三叉路 - 杉崎 - 内原（廃止）
- 飯沼線
  - 赤塚 - 常陸高田（→茨城オート→茨城交通）
  - 常陸高田 - 飯沼（廃止）
- 柿岡線（→関東鉄道→関鉄グリーンバス）
- 羽鳥線（廃止）
- 水戸南線（廃止）
- 涸沼線（廃止）
- 北常陸線（→椎名観光バス）
- 高萩線（→椎名観光バス）
- 南筑波線
  - 土浦 - 下虫掛（廃止）
  - 下虫掛 - 篠崎転向場 - 下妻上町 - 松本（廃止）
  - 松本 - 古河（東古河妻線として運行を存続）
- 霞ヶ浦線
  - 土浦 - 江戸崎
  - 江戸崎 - 佐原（→桜東バス）
- 君島線
- 山ノ荘線（廃止）
- 浮島線（→ブルーバス）
- 十余島線（→桜東バス）
- 渋川線（→関越交通）
- 志賀草津高原線
  - 長野原 - 草津温泉 - 白根火山
  - 白根火山 - 湯田中（→長電バス）
  - 花敷線（→六合村営バス）
- 鹿沢菅平線
  - 万座・鹿沢口 - 新鹿沢温泉 - 鹿沢温泉（→嬬恋村（群北観光バス委託））
  - 新鹿沢温泉 - 真田（廃止）
  - 上田駅 - 真田（→上田バス）
- 浅間白根火山線（→西武高原バス）
- 白樺高原線（旧信越地方自動車部管轄）
- 高峰高原線（旧信越地方自動車部管轄）
- 和田峠北線（旧信越地方自動車部管轄）
- 多古線
- 栗源線
- 成田空港線（廃止）
- 山武線（→芝山ふれあいバス）
- 南房州線
  - 館山 - 安房神戸 - 安房白浜
  - 千倉 - 安房白浜（→館山日東バス）
- 豊房線（→館山日東バス）
- 洲の崎線
- 東京湾岸線（廃止） ※路線免許はドリーム号運行のため存続）
- 上野湾岸線（廃止）
- 東名高速線

### 中部地方自動車局
- 浜名線（→豊鉄バス、湖西市自主運行バス→コーちゃんバス）
- 瀬戸南線（路線免許はドリーム号運行のため存続。一般路線バスは、岡崎市内は名鉄バス岡崎市内線、瀬戸市内は名鉄バス東山線）
- 瀬戸北線（→一部区間東濃鉄道・名鉄バス瀬戸北線）
- 瀬戸西線（→一部区間名鉄バス）
- 天竜線（→遠州鉄道→浜松市自主運行バス）
- 東天竜線（→浜松市自主運行バス）
- 西天竜線 （遠三線と共に国鉄バス路線として廃止）
- 遠三線（→浜北コミュニティバス、いなさみどりバス、新城市Sバス）
- 名金急行線（→岐阜バス、濃飛バス、加越能バス） ※愛知、岐阜県側はドリーム号運行のため路線免許を維持。石川・富山県側の一部区間は西日本JRバスの一般路線として存続
- 太美山線
- 井波線（1970年（昭和45年）7月12日廃止[17]）
- 宝達線（→北陸鉄道）
- 大野線（→大野市乗合タクシー、大野市営バス、大野市コミュニティバス「まちなか循環バス（ゆう・ゆうバス）」）
- 金津三国線（→京福バス）
- 杉津線（→敦賀市コミュニティバス）
- 米原線（→湖国バス、一部区間廃止）
- 琵琶湖線（→湖国バス、高島市コミュニティバス、西浅井コミュニティバス）
- 柳ヶ瀬線（→湖国バス、敦賀市コミュニティバス）
- 若江線
- 名田庄線（→大和交通）
- 鹿島線（→能登中央バス）
- 奥能登線（→能登中央バス、奥能登観光開発）
- 高遠本線
- 伊那里線
- 北山線（1983年（昭和58年）4月1日廃止[18]）
- 諏訪線（→諏訪バス）
- 和田峠南線（→下諏訪町循環バス）
- 中馬線（→名鉄バス瀬戸北線〔品野 - 上品野〕、東濃鉄道バス〔陶町 - 明知〕、大半の区間は廃止）
- 恵那線（→北恵那交通、恵那市自主運行バス）

### 近畿地方自動車局
- 名神高速線
- 京鶴線(現在は「高雄・京北線」となり、周山-京都駅の運行となっている。)
  - 京鶴線の周山-鶴ヶ岡方面は南丹市営バス
  - 山国線ほか周山基点の支線はきょうと京北ふるさと公社「京北ふるさとバス」
- 東大阪線（廃止）
- 亀草線（→滋賀交通・三重交通）
- 伊賀上野線（廃止）
- 八幡線（→近江鉄道）
- 近城線（→奈良交通）
- 紀南線（廃止）
- 熊野線（→熊野御坊南海バス、明光バス、奈良交通）
- 五新線（→奈良交通）
- 阪本線（→奈良交通）
- 園篠線（→京阪京都交通、神姫グリーンバス）
  - 園篠南線（西能勢線とも）
- 園福線
- 中国高速線

### 中国地方自動車部

#### 多里線（廃止）
国道183号を経由して鳥取県日野郡日南町内の生山駅と伯耆新屋駅（自動車駅）の19kmを結ぶ貨物自動車路線で、1943年5月より運行されていた。これは国鉄自動車としては初めての鳥取県進出であった。本路線の開設に伴って生山自動車区（1950年4月1日に生山自動車営業所へ改称）を開設しており、国鉄自動車では唯一の鳥取県の営業所であった。しかし、貨物輸送の減少により、1962年4月1日に生山自動車営業所は倉敷自動車営業所に統合され、同営業所の生山支所となり、さらに、同年12月29日には倉敷自動車営業所は岡山自動車営業所に移転され、同営業所の生山支所となった。結局、最後まで旅客営業は行われず、1965年2月10日限りで多里線は廃止となり、同年に生山支所は廃止となった。同時に、国鉄の貨物自動車は鳥取県から撤退することとなった。
これ以後、国鉄自動車・JRバスの鳥取県の営業所は存在しない。

#### 美伯線（廃止）

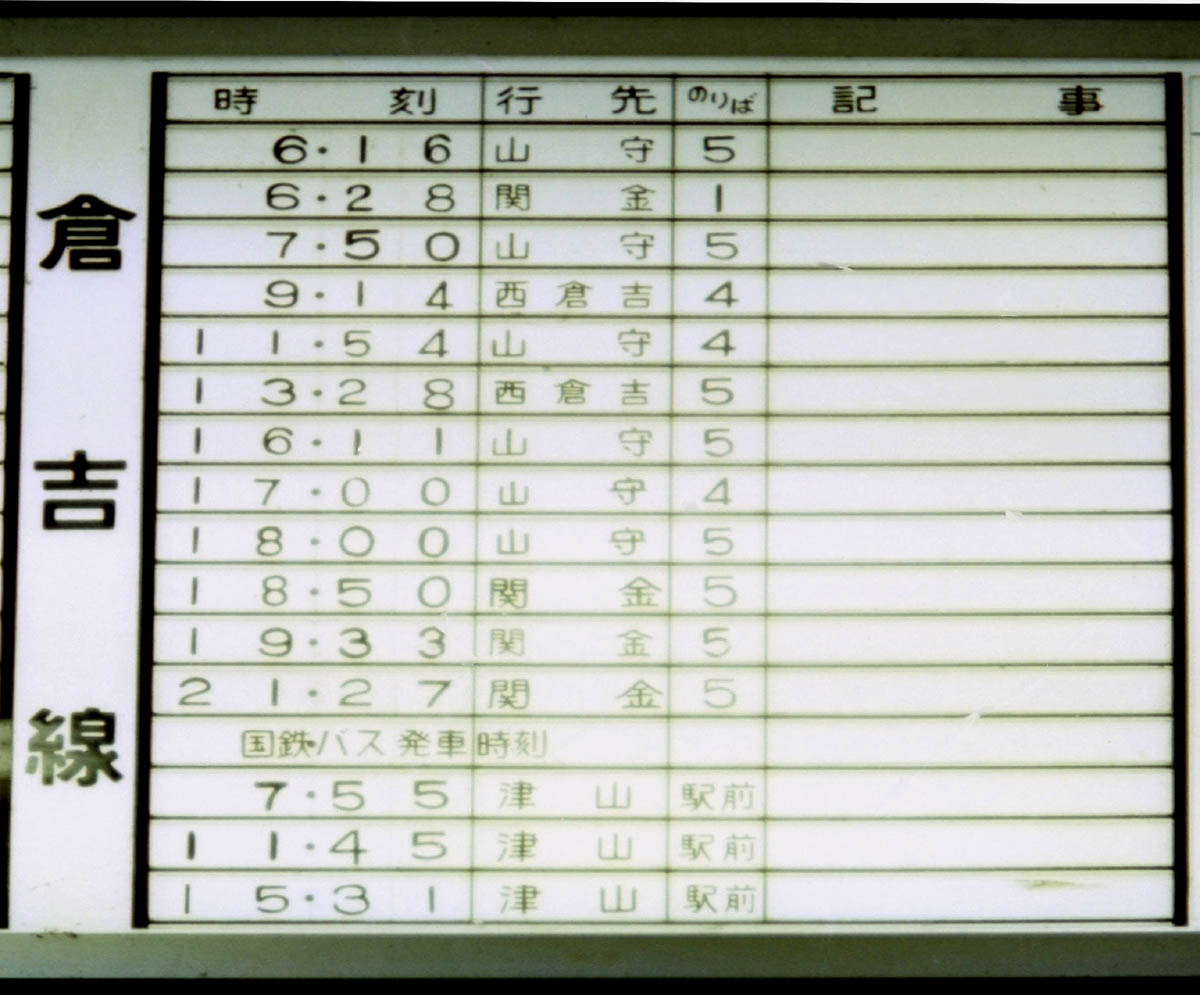
倉吉駅の時刻表（下の3便分が美伯線の時刻）

国道179号を経由して岡山県津山市と鳥取県倉吉市を結ぶ路線バスは、中国鉄道（1967年に中鉄バスへ改称、2008年11月1日に中鉄北部バスへ分社）が津山から、日ノ丸自動車が倉吉から路線を運行しており、県境の人形峠付近で接続していた。しかし、この2都市を直通する路線バスの運行はなかった。このため、1954年ごろから沿線自治体が国鉄バスの運行に関して陳情を行っていた。国鉄バスでは、既に1948年に貨物自動車路線の開設に伴って津山自動車営業所を開設しており、ここを拠点として津山と倉吉を結ぶ路線の運行を計画した。
しかし、既存の2社は国鉄バス運行には反対の立場をとり、調整が難航したため、運輸審議会において公聴会が開かれる事態になった。最終的に、既存の2社と共通乗車制度を導入し、自動車駅の営業を日ノ丸自動車に委託することで2社と合意となった。
こうして、1955年8月16日より津山駅と上井駅（当時）の79kmを結ぶ美伯線の運行が開始された。これは国鉄バス（旅客自動車）としては初めての鳥取県進出であった。改正鉄道敷設法には「岡山県勝山ヨリ鳥取県倉吉ニ至ル鉄道」が記載されており、本路線は鉄道線の先行という使命を有していた。路線名は「美作」と「伯耆」の頭文字をとったものである。なお、本路線の運行直前の1955年7月11日に津山自動車営業所は倉敷自動車営業所に統合され、同営業所の津山支所となった。1958年5月1日に開始された三朝温泉への乗り入れは、当初は一部の便に限られていたが、国鉄バス全体で観光輸送に力が入れられた1960年代には、全便が三朝温泉に乗り入れることになった。なお、1962年12月29日には倉敷自動車営業所は岡山自動車営業所に移転され、同営業所の津山支所となった。
しかし、モータリゼーションの進展とともに利用者数が減少した。1981年11月5日に人形峠の人形トンネル開通に伴い経路を変更した時点で、運行本数は3往復（全便急行バス）のみとなっていた。結局、国鉄再建の波の中で1985年3月31日限りで美伯線は休止となり、国鉄バスは鳥取県から撤退することとなった。同時に、津山支所は廃止（廃止後は中国ハイウェイバスの車庫として継続使用され、西日本ジェイアールバスに継承後の現在でも使用されている）となった。
本路線以後、国鉄バス・JRバスの鳥取県乗り入れ路線は、2003年にももたろうエクスプレスにJRバス中国が参入するまでは、高速バス路線による高速道路の通過を除いて存在しなかった。
- 津山駅前 - 院庄駅前 - 奥津振興センター前 - 奥津温泉 - 上齋原 - 石越（→中鉄バス→中鉄北部バス）
- かみさいばら温泉 - 穴鴨・三朝温泉口・倉吉駅（→日本交通大阪本社、日本交通鳥取本社、山陰特急バスの区間利用）
- 木地山 - 穴鴨 - 三朝町役場前 - 倉吉駅（→日ノ丸自動車）
- 三朝車庫 - 三朝温泉駅（現・三朝温泉） - 三朝町役場前 - 倉吉駅（→日ノ丸自動車）
  - 三朝温泉駅は自動車駅で、業務は日ノ丸自動車に委託されていた[23]。

#### その他中国地方自動車部の路線
- 両備線
  - 両備本線
    - 岡山駅 - 岡山駅前 - 天満屋バスステーション - 大雲寺前 - 大供 - 下撫川 - RSKバラ園 - 庄パークヒルズ（→両備ホールディングス、岡山電気軌道）
    - 岡山駅 - 岡山駅前 - 天満屋バスステーション - 大雲寺前 - 大供 - 下撫川 - 松島西ノ口 - 中庄駅（→両備ホールディングス、岡山電気軌道、下津井電鉄） ※岡山駅前 - 松島西ノ口間の路線免許は高速バス運行のため存続
    - 天満屋バスステーション - 岡山駅前 - 岡山駅 - 山陽新聞社前 - 大供 - 下撫川 - 松島西ノ口 - 中庄駅（→中鉄バス）
    - 岡山駅 - 岡山駅前 - 天満屋バスステーション - 大雲寺前 - 大供 - 下撫川 - 松島西ノ口 - 幸町 - 倉敷駅（→両備ホールディングス） ※岡山駅前 - 松島西ノ口間の路線免許は高速バス運行のため存続
    - 中庄駅 - 松島西ノ口 - 清心学園（一般路線バスの運行廃止後、路線免許は清心中学校・清心女子高等学校スクールバス運行のため存続していた。）
    - 倉敷駅 - 中島口（→両備ホールディングス）
    - 中島口 - 大橋 - 霞橋（→両備ホールディングス→廃止）
    - 霞橋 - 上成（→両備ホールディングス）
    - 上成 - 玉島中央町（廃止）

  - 茶屋町線（→下津井電鉄）
  - 矢掛線（→井笠鉄道→廃止）
    - 倉敷駅 - 幸町（→両備ホールディングス）
    - 幸町 - 浜ノ茶屋 - 北浜（→井笠鉄道→廃止） ※浜ノ茶屋 - 北浜間の路線免許は高速バス運行のため存続
    - 倉敷駅北口 - 北浜 - 清音駅 - 矢掛（→井笠鉄道） ※倉敷駅北口 - 北浜 - 清音駅間の路線免許は高速バス運行のため存続
- 雲芸線
  - 雲芸本線
    - 出雲市駅 - 三刀屋（→谷本ハイヤー） ※路線免許は高速バスみこと号運行のため存続
    - 三刀屋 - 多根 - 増砂 - 掛合（→雲南市民バス）
    - 掛合 - 恩谷 - 柄栗（→雲南市民バス（だんだんタクシー））
    - 柄栗 - 恩谷 - やまなみ - 頓原（→飯南町生活路線バス）
    - やまなみ - 頓原 - 中城子 - 赤名 - 赤名庁舎前（→飯南町生活路線バス）
    - 赤名 - 上布野 - 三次駅（→備北交通）
    - 三次駅 - 広島北IC - 広島バスセンター - 広島駅新幹線口（一般路線バスの運行はなく、路線免許は高速バス運行のため存続）

  - 高窪線（→雲南市民バス）
  - 里熊線（→雲南市民バス）
  - 松江線
    - 三刀屋 - 加茂中駅（→雲南市民バス）
    - 加茂中駅 - 岩倉入口 - 中山団地入口（→雲南市民バス）
    - 中山団地入口 - 大井出（廃止）
    - 大井出 - 女夫岩入口 - 宍道駅 - 宍道役場（→松江市コミュニティバス）
    - 宍道駅 - 宍道役場 - 来待駅 - 鏡（→松江市コミュニティバス）
    - 鏡 - 玉湯町役場入口（廃止）
    - 玉湯町役場入口 - 玉造温泉駅入口 - 寺町 - 松江駅（→一畑バス） ※寺町 - 松江駅間の路線免許は高速バス運行のため存続

  - 中野線（→雲南市民バス）
  - 須佐線
    - 掛合 - 増砂 - 多根 - 増砂 - 松笠（→雲南市民バス（だんだんタクシー））
    - 松笠 - 加藤医院（廃止）
    - 名梅公民館 - 三槙 - 朝原公民館 - 加藤医院 - 潮の井荘 - 佐田診療所 - 佐田町役場前 - 出雲須佐 - 八幡原（→佐田福祉バス）
    - 八幡原 - 出雲須佐 - 佐田町役場前 - 佐田診療所 - 高西 - 上組公民館 - 大川西平（→飯南町生活路線バス、佐田福祉バス）
    - 高西 - 御幡公民館（廃止）
    - 潮の井荘 - 佐田診療所 - 佐田町役場前 - 出雲須佐 - 八幡原 - 加田屋前 - 御幡公民館 - 吉野上（→佐田福祉バス）

  - 吉田線（→雲南市民バス）
- 大田線（→石見交通）
- 雲芸南線
  - 三次駅 - 三次中央病院 - 船所 - 志和地 - 志和地駅前（→備北交通）
  - 三次駅 - 粟屋 - 船所 - 志和地（→備北交通）
  - 志和地駅前 - 甲立駅前（廃止）
  - 甲立駅前 - 下小原（→備北交通）
  - 下小原 - 吉田口駅 - 向原駅 - 上井原 - 新宮 - 戸石 - 井原市駅前（→備北交通）
  - 上井原 - 新宮 - 戸石 - 井原市町 - 柳原 - 上深川駅前 - 高陽車庫 - 玖村駅前 - 新玖村橋（→広交観光）
  - 上深川駅前 - 広島バスセンター - 合同庁舎前 - 広島駅
  - 深川台 - 広島バスセンター - 合同庁舎前 - 広島駅
  - 高陽車庫 - 広島バスセンター - 合同庁舎前 - 広島駅
  - 上深川駅前 - 広島駅 - 八丁堀 - 広島バスセンター
  - 深川台 - 広島駅 - 八丁堀 - 広島バスセンター
  - 高陽車庫 - 広島駅 - 八丁堀 - 広島バスセンター
  - 翠光台 → 高陽車庫（廃止）
- 安芸線
  - 広島バスセンター - 広島駅 - 海田 - 坂町 - 呉駅
  - 横川駅 - 広島駅 - 海田 - 海田新開
  - 横川駅 - 広島駅 - 海田 - 東部流通団地
  - 横川駅 - 広島駅 - 海田 - 坂鯛尾
- 西条線
  - 西条本線
    - 広島バスセンター - 広島駅 - 呉本通り六丁目 - 広交叉点 - 乃美尾（系統廃止）
    - 東のりば - 広駅前 - 広交叉点 - 郷原 - 兼広（→呉市交通局→広島電鉄）
    - 呉駅前 - 広交叉点 - （広駅前） - 広交叉点 - 郷原 - 市飯田 - 乃美尾 - 賀茂医療センター口 - 賀茂医療センター前
    - 呉駅前 - 広交叉点 - （広駅前） - 広交叉点 - 郷原 - 市飯田 - 乃美尾 - 賀茂医療センター口 - 上黒瀬 - 樋ノ詰橋 - 三升原 - 西条農高前 - 卯之留 - 西条駅
    - 乃美尾 - 賀茂医療センター口 - 上黒瀬 - 樋ノ詰橋 - 三升原 - <東広島駅/西条農高前> - 卯之留 - 西条駅
    - 西条駅 - 栄町 - 市田橋 - 東広島医療センター

  - 安浦線
    - 上黒瀬 - 白稲（廃止）
    - 白稲 - 安浦駅（→安浦交通）

  - 郷田線
    - 乃美尾 - 賀茂医療センター口 - 賀茂医療センター前 - 樋ノ詰橋 - 広島大学 - 下見大池 - 栄町 - 西条駅
    - 広島大学 - 中央図書館 - 法務局前 - 西条駅
    - 広島大学 - 下見大池 - 八本松駅南口
- 広浜線
  - 広浜本線
    - 広島駅 - 八丁堀 - 〈広島バスセンター/紙屋町〉 - 横川駅 - 文教女子大前 - 広島北IC入口 - 森城団地中央 - 鈴張 - 千代田IC - 大朝駅 - 大朝車庫 (→広島交通・広島電鉄・大朝交通(千代田ICー～大朝駅 )
    - 広島駅 - 八丁堀 - 〈広島バスセンター/紙屋町〉 - 横川駅 - 文教女子大前 - 広島北IC入口 - 森城団地中央 - 譲羽団地入口 (→広島交通・広島電鉄)
    - 大朝駅 - 上大塚（→大朝交通（ホープタクシー大朝））
    - 上大塚 - 石見今市（普通便は廃止）
    - 石見今市 - 今福 - 雲城口 - 後野小学校前 - 黒川町(旧 浜田医療センター前) - 浜田駅（→石見交通） ※黒川町(旧 浜田医療センター前)-浜田駅間の路線免許は高速バス運行のため存続

  - 美又線
    - 追原 - 美又温泉 - 美又口

  - 雲城線
    - 石見今福 - 雲城口 - 金城役場前（→石見交通→浜田市営バス）

  - 美和線（→大朝交通）
  - 木田線（→浜田市営バス）
  - 柚根線（→石見交通→浜田市営バス）
- 岩益線
  - 岩益本線・津和野線
    - 広島バスセンター - 地御前三丁目（→広島電鉄）
    - 地御前三丁目 - 阿品東（廃止）
    - 阿品東 - 広電阿品駅 - JR阿品駅（→広島電鉄）
    - 広電阿品駅 - JR阿品駅 - 下更地 - サンランド車庫 - 玖波駅（→おおのハートバス）
    - 玖波駅 - 西栄（廃止、現行の大竹交通の路線とは異なる）
    - 西栄 - 栄橋（廃止）
    - 栄橋 - 装束 - 新港 - 立石 - 昭和橋 - 室の木口 - 岩国駅（→岩国市交通局）
    - 岩国駅 - 砂山 - 東錦見 - 裁判所 - 錦帯橋（→岩国市交通局）
    - 岩国駅 - 今津 - 東錦見 - 裁判所 - 錦帯橋 - 新岩国駅 - 錦橋 - 天尾口 - 北河内駅（→岩国市交通局）
    - 錦帯橋 - 下多田 - （上阿品） - 下多田 - 御庄橋 - 錦橋 - 天尾口 - 北河内駅（→岩国市交通局）
    - 西岩国駅 - 錦帯橋 - 下多田 - 上阿品 - 中垣内 - 坂上高校前 - 鮎谷（→岩国市営美和バス→岩国市生活交通バス）
    - 北河内駅 - 二鹿上（廃止）
    - 天尾口 - 小郷橋（廃止）
    - 小郷橋 - 下椋野 - 南桑本町 - 渡里橋 - 上船津 - 河山駅 - 本郷口 - 柳瀬橋（→岩国市営美川バス→岩国市生活交通バス）
    - 柳瀬橋 - 出合橋（廃止）
    - 錦中学校前 - 錦町駅 - 出合橋 - 五味 - 府谷 - 大久保（→岩国市営錦バス→岩国市生活交通バス）
    - 錦中学校前 - 錦町駅 - 出合橋 - 五味 - 下出市 - 六日市駅（→岩国市営錦バス→岩国市生活交通バス）
    - 六日市駅 - 立戸 - 朝倉坂折 - 上七日市 - 下七日市 - 石見田丸 - 柿木南口 - 木部谷橋 - 柿木 - 新畑 - 左鐙 - 畳 - 共存病院前 - 日原駅（→六日市交通）
    - 柿木 - 〈木部谷橋/柿木南口〉 - 木部谷口 - 中間 - 口屋橋（→柿木産業）
    - 左鐙 - 畳 - 共存病院前 - 日原 - 日原道の駅 - 青原駅（→津和野町営バス）
    - 津和野駅 - 耕田 - 野広橋 - 日原駅 - 日原共存病院 - 日原 - 日原道の駅 - 青原駅 - 横田駅 - 匹見口 - 益田駅（→石見交通） ※路線免許は高速バスいわみエクスプレス運行のため存続

  - 本郷線（→岩国市営らかん清流バス→岩国市生活交通バス）
  - 高根線（→岩国市営錦バス→岩国市生活交通バス）
  - 蔵木線（廃止）
    - 六日市駅 - 星坂口 - 深谷大橋（→六日市交通）
    - 星坂口 - 向峠（廃止）

  - 朝倉線（→六日市交通）
  - 高尻線（→六日市交通）
  - 椛谷線（→柿木産業）
- 坂上線
  - 坂上本線
    - 西栄 - みどり橋（廃止、現行の大竹交通の路線とは異なる）
    - みどり橋 - 大竹駅（→大竹交通、こいこいバス、栄ぐるりんバス）
    - 大竹駅 - 弥栄大橋 - 中垣内 - 坂上高校前 - 鮎谷（→岩国市営美和バス→岩国市生活交通バス（大竹市との共同運行））
    - 坂上高校前 - 鮎谷 - 下椋野（→岩国市営美和バス→岩国市生活交通バス）

  - 秋中線（→岩国市営美和バス→岩国市生活交通バス）
  - 賀見畑線（→岩国市営美和バス→岩国市生活交通バス）
- 光線
  - 光本線・室積線
    - 岩国駅 - 空港前 - 南岩国駅 - 藤生駅 - 国病下 - 通津駅 - 長野口 - 長野尻 - 千鳥橋 - 由宇駅前 - 潮風公園（→岩国市交通局）
    - 千鳥橋 - 由宇駅前 - 神代駅前 - 相地（→岩国市営由宇バス、実際の運行は防長交通）
    - 相地 - 神代浜（廃止）
    - 神代浜 - 大畠駅 - 柳井駅前 - 周東病院前（→防長交通）
    - 柳井駅前 - 周東病院前 - 平生 - 江の浦 - 室積 - 光市役所前 - 光駅前 - 東海岸通り - 下松駅前 - 櫛ケ浜駅前 - 市役所前 - 徳山駅前（→防長交通） ※市役所前 - 徳山駅前間の路線免許は高速バス福岡・防府・周南ライナー運行のため存続
    - 江の浦 - 室積 - 光市役所前 - 島田市 - 光駅前
    - 室積公園口 - 室積 - 光市役所前 - 島田市 - 光駅前 - 東海岸通り - 下松駅前
    - 徳山駅前 - 市役所前 - 川崎 - 新南陽駅通 - 福川駅前 - 戸田駅前 - 下戸田 - 防府駅前（→防長交通） ※徳山駅前 - 下戸田間の路線免許は高速バス福岡・周南ライナー運行のため存続

  - 岩狩線（→防長交通）
- 防長線
  - 防長本線
  - 長小野線（廃止）
- 秋吉線
  - 秋吉本線
  - 岩永線（→船木鉄道（あんもないと号））
  - 小郡線（→防長交通）
  - 厚狭線（→船木鉄道）
  - 豊田前線（→ブルーライン交通）
- 川本北線
  - 川本北本線（→石見交通）
  - 君谷線（→美郷町スクールバス）
  - 三原線（→川本町スクールバス）
- 川本線
  - 川本本線
    - 石見川本駅 - 因原 - 皆井田 - 石見井原 - 石見中野 - 邑智病院 - 矢上（→石見交通）
    - 石見川本駅 - 因原 - 皆井田 - 石見中野 - 矢上 - 石見中野 - 石見井原 - 馬野原口 - 田所 - 小河内 - 三坂口（→石見交通）
    - 田所 - 小河内 - 三坂口 - 鳴滝 - 安芸新庄 - 大朝駅（→邑南町営バス）
    - 大朝駅 - 小枝 - 鳴滝 - 安芸新庄 - 大朝駅（→北広島町営バス）

  - 江津線
    - 因原 - 桜江大橋（廃止）
    - 川戸駅 - 桜江大橋 - 川平駅口 - 江津駅（→石見交通）

  - 日和線（→邑南町営バス）
  - 戸川線
    - 邑南町役場 - 矢上駅 - 日貫 - 泊里原 - 戸川口 - 和田本郷 - 重富 - 今市（→邑南町営バス）
    - 泊里原 - 戸川口 - 中戸川 - 戸川口 - 和田本郷 - 重富 - 今市（→浜田市営バス）

  - 市木線（→邑南町営バス）
  - 長谷線（→江津市立桜江中学校スクールバス）
  - 高原線
    - 石見川本駅 - 芋畑口（→川本町スクールバス）
    - 芋畑口 - 八色石（廃止）
    - 布施 - 八色石 - 石見高原 - 出羽 - 山田 - 田所（→邑南町営バス）
    - 大林 - 岩屋 - 出羽 - 山田 - 田所（→邑南町営バス）

  - 羽須美線（→邑南町営バス）
- 大島線
  - 大島本線（→防長交通）
  - 安下庄線（→防長交通）
  - 白木半島線（→周防大島町営スクールバス）
  - 奥畑線（→周防大島町営乗合タクシー）
- 関門急行線（廃止）

### 四国総局自動車管理室
《特記以外は全廃》
- 西讃線〔観音寺自動車営業所〕（→一部三豊市コミュニティバス）

★は当時琴平参宮電鉄と共同運行
- - 西讃本線(観音寺-一の谷-山本町-琴平)
  - 三豊線(山本町-豊浜)
  - 豊浜線(観音寺-豊浜-川之江。★)
  - 善通寺線(一の谷-善通寺)
  - 高松線(善通寺-高松。★)
  - 仁尾線(観音寺-詫間-善通寺。★)
  - 荘内線(仁尾-箱)
  - 五郷線(観音寺-五郷渓-阿波佐野-阿波池田。★)
- 川池線〔川之江自動車営業所〕
  - 川池本線（→一部瀬戸内運輸）
  - 三島線
  - 新宮線（→一部瀬戸内運輸）
  - 金砂線
- 新居浜線→東予線〔川之江自動車営業所〕（→瀬戸内運輸）
- 祖谷線（貨物）〔阿波池田自動車営業所〕
- 北四国急行線 〔松山自動車営業所〕当時四国急行バスと共同運行、のち国鉄単独運行
- 松山高知急行線〔松山自動車営業所・佐川自動車営業所〕（→一部久万高原町・黒岩観光）
  - 松山高知急行本線 松山 - 久万（現・久万高原）間のみ久万高原線として存続。
  - 面河線
  - 八釜線
  - 桐見川線
  - 池川線
  - 長者線
  - 古畑線
  - 二箆線
- 南予線〔伊予大洲自動車営業所・伊予大洲自動車営業所伊予日吉支所〕（→一部宇和島自動車）
  - 南予本線
  - 小田町線
  - 田処線
  - 八幡浜線
  - 中筋線
  - 肱川線→神納線
  - 卯之町線
  - 伊予大村線
- 三崎線（貨物）〔八幡浜自動車営業所〕
  - 三崎本線
  - 三瓶線
- 阿波線〔鍛冶屋原自動車営業所→徳島自動車営業所〕
  - 阿波本線（→一部市場交通）
  - 阿波山手線（→一部市場交通）
  - 三本松線
- 大栃線〔土佐山田自動車営業所〕（→一部香美市・とさでん交通）
  - 大栃本線 土佐山田・美良布（現:美良布（アンパンマンミュージアム））間のみ存続
  - 北岸線
- 窪川線〔窪川自動車営業所〕（→一部四万十交通）
  - 窪川本線
  - 興津線
  - 志和線
  - 檮原線

### 九州総局九州地方自動車部
- 関門急行線
- 直方線
  - 直方本線
  - 内ヶ磯線（→西日本鉄道グループ（西鉄バス筑豊））
  - 鞍手線（→くらて町コミュニティバス）
  - 日吉線（→宮若市乗合バス）
  - 水町線（→宮若市乗合バス）
  - 毛勝線（廃止）
  - 飯塚線（→宮若市乗合バス）
  - 福間線（→宮若市乗合バス）
  - 粟島線（→ふくつミニバス）
- 山鹿線（→産交バス、熊本電気鉄道。福岡県内区間は廃止）
- 佐俣線（→産交バス）
- 北薩線
- 山川線（→鹿児島交通）
- 嬉野線
- 佐賀関線（→大分バス）
- 臼三線（→臼津交通・大野竹田バス）
- 宮林線（→宮崎交通）
- 都城線（→宮崎交通）
- 国分線（→大隅交通ネットワーク→鹿児島交通）
- 加治木線（→南国交通）
- 日肥線（→西米良村営バス、宮崎交通）

## 車両

### 概説
創業前、バスは輸入品が多く、国産バスについてもエンジン、シャーシ、ボディーなど外国産部品を使用するものが多かった。日本の国内における自動車製造業の振興という観点から、完全な国産バスの開発から始めた。一貫して日本製の車両を導入しており、日本国内の各メーカーから購入していた（実質的には、日本国内大手4社のみ）が、日本全国に配置されていたのはいすゞ製の車両だけで、日野製は北海道・東北・関東・中部のみ、三菱製は近畿・中国・四国・九州のみ、日産ディーゼル製は信越（旧信越地方自動車部管轄だった東北地方の一部も含む）・中部にのみ配置されていた。ただし、東名・名神・中国の各高速線の車両においてはいすゞ製の車両は本格導入はされていない。
国鉄がバスを購入する際には、必ず購入前にメーカー側が用意した車両でテスト走行を行い、性能などを確認した。たとえローカル路線に使用される車両であっても、箱根など急勾配がある道路で走り込み、性能が国鉄の基準を充たしていなければ、国鉄バスとしての採用はされなかった。国鉄の基準（通称「JRS」）に合わないものについては、メーカー標準仕様から変更されることも多かった。細かいところでは、いすゞ・キュービックのワイパー動作について、メーカー標準仕様がJRSを満たしていなかったために国鉄仕様に変更された上で導入されている（画像参照）。また、いすゞ車については、1983年まで日野車体工業が架装した車体を多数採用していたのも国鉄バスの特徴であった。この方針が最もメーカーにとって過酷だったのが、メーカーに高速バス専用車の開発を依頼した「国鉄専用型式」である。国鉄専用型式については当該項目を参照されたい。
観光客の多い地域の路線での、観光シーズン中の乗客増に対応するため、新車をその地域（青森・長野原・小諸・下諏訪など）に集中的に配置し、シーズンオフになってから、配置予定の営業所に移動すること（「広域流用」と呼ばれていた）が通例となっていた（詳細は当該項目を参照）。また、日本全国に路線網を持つだけあって、地域間での車両の移動は頻繁に行われていた。
車両の使用は10年を限度としていた。但し、過酷な運用の多い高速車や、ツーマン専用で他に転用が出来なかった場合は、それより短い期間で廃車された。
なお、国鉄バスでは、貸切バス営業は一般路線を運行している沿線市町村など限定的にしか認められていなかったため、貸切専用車というものは存在せず、通常の路線バス車両に補助席を設置した程度であった。ただし、観光地の路線や高速バス担当の営業所においては、リクライニングシート装備車も多かったため、それらの車両の中から貸切運用に充てていた。

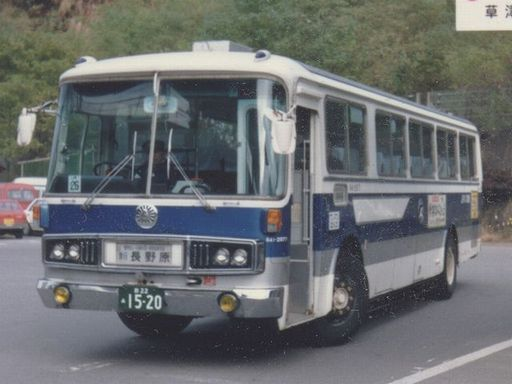
国鉄の標準的な観光車の例（1988年撮影） 641-2977→M641-82477
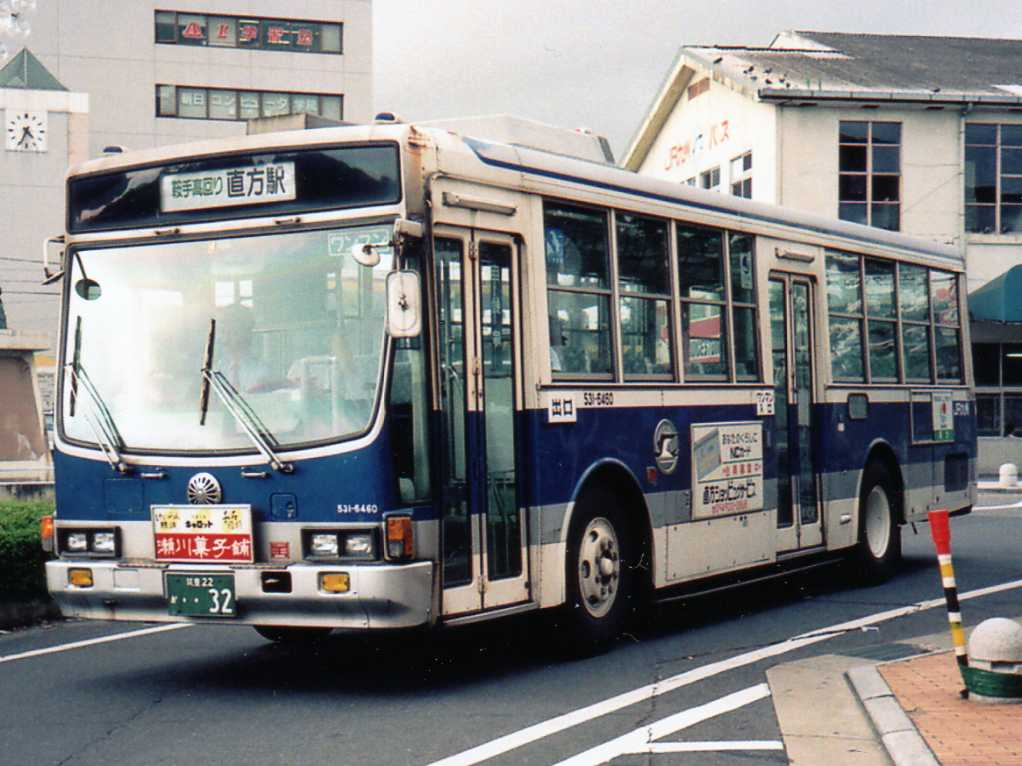
国鉄の標準的な路線車の例（1993年撮影）ワイパーの動作位置がメーカー標準仕様とは異なる 531-6460
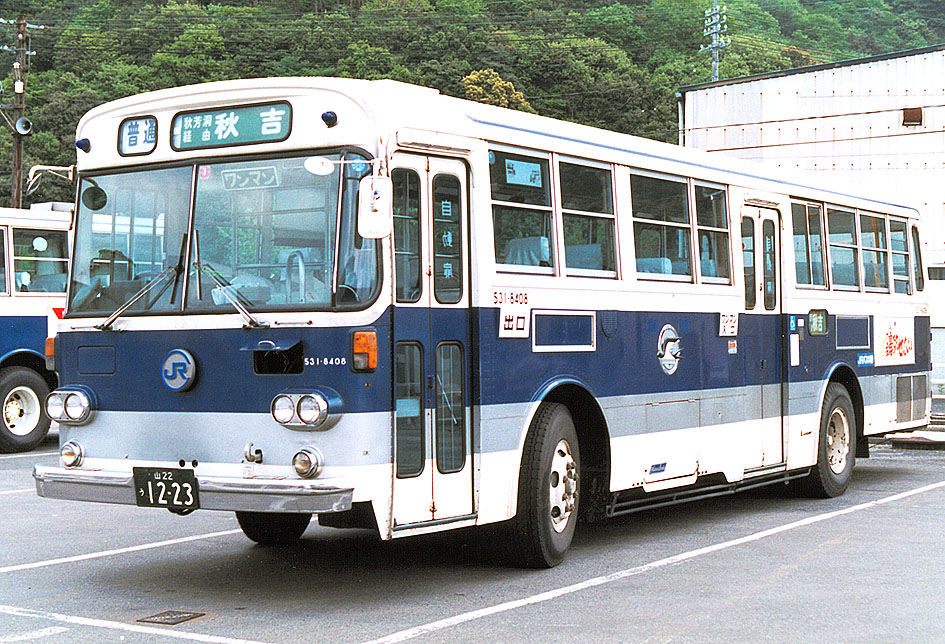
日野車体を架装したいすゞBU10 531-8408
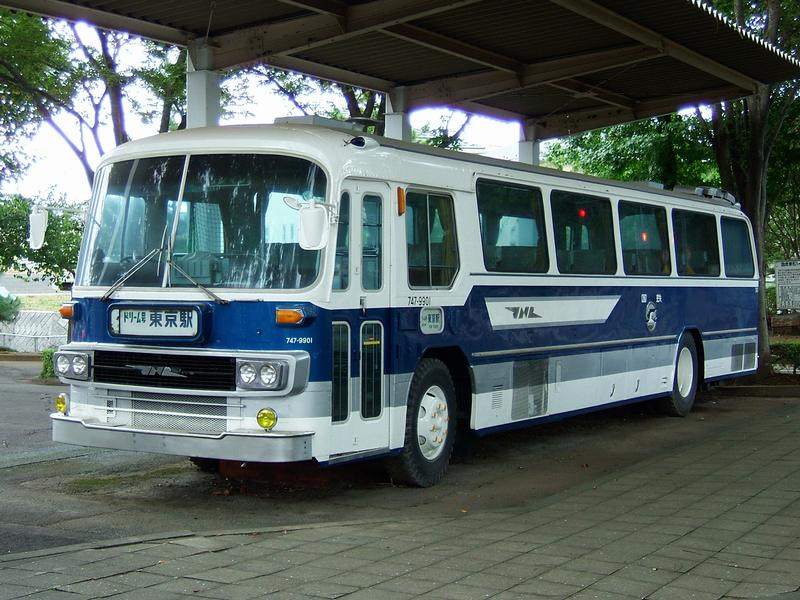
メーカーへ高速バス専用車を開発させた国鉄専用型式（日野RA900P） 747-9901
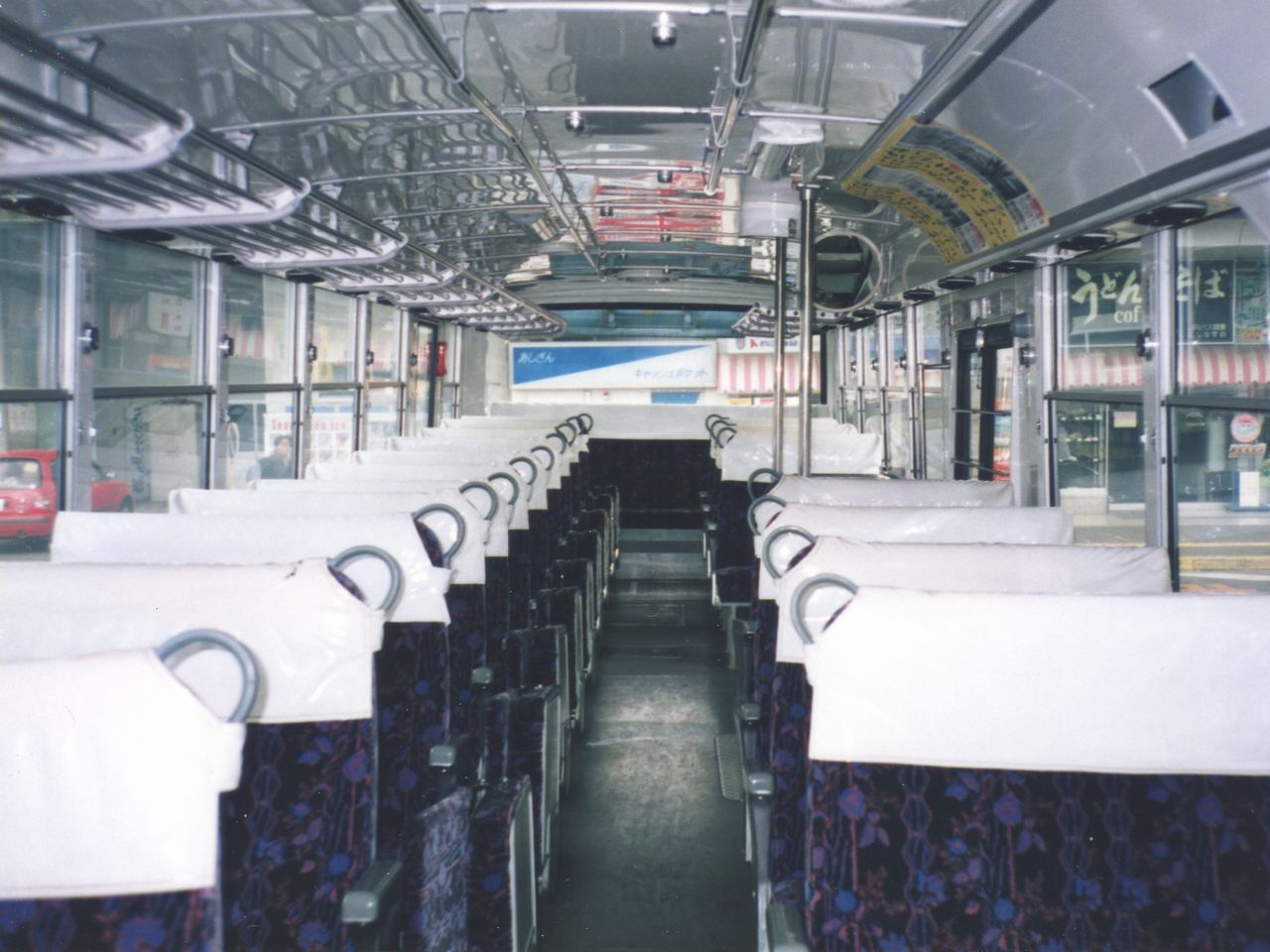
国鉄の貸切兼用車の車内の例（1994年撮影）通常の座席に補助席を設置しただけ 531-4279→M531-84279

### 塗装
塗装は、当初は一般路線用では東日本と西日本で違っており、ベージュ系の車体塗装こそ同じものの、窓周り・車体裾の部分の塗装が、東日本ではマルーンなのに対し、西日本では緑色であった。のちに西日本向け車両の塗装をベースに、車体下部に黄土色の帯を巻く車体色に統一された。一方高速車については、1964年の名神高速線の開業時に購入した車両から、白地にメタリックブルーおよび銀の帯が入る塗装を採用したが、好評だったことから、観光仕様車についてもほぼ同時期に塗装変更された。その後一般路線用バスについても、観光仕様の塗装と統一することになり、塗装の塗り替えや車両更新の結果、土浦営業所の車両を最後に、1980年に統一された。また、1983年に東京湾岸線向けに導入されたハイデッカー車両を皮切りとして、国鉄末期には高速車の塗装が変更され（従来の観光仕様の塗装と並行して導入された）、現在でもジェイアールバス関東などの高速車で使用される、つばめマークが大きく描かれる塗装となった。また一般路線用の塗色についても、ジェイアールバス東北が引き続き採用している。
一般路線車では正面に動輪マークがつけられていた。観光仕様ではJNRマークと動輪マークの両方があったが、高速車ではJNRマークのほうが多かった。側面にはつばめマークのプレートが取りつけられ、観光（一般路線との兼用車含む）・高速車ではJNRマークも取りつけられていた。
なお、1986年後期登録の高速車は、既に分割民営化が決まっていたこともあってJNRマークは初めから取り付けられておらず、つばめマークも小さくまとめられていた（正面の動輪マークのみ取りつけられていた）。JRバス移行後にカラーリングやシンボルマークも大幅に変わると予想されたためである。しかし、同時期には東北地方自動車部が「新会社になってもつばめマークのバスは走り続ける」と利用者に対する車内掲示を行っており、さらにJRバス移行後は、カラーリングこそ変化が見られるものの、つばめマークはむしろシンボルマークとして重要な位置付けに変化している（一時期の西日本JRバスを除く）。ジェイアール四国バスに至ってはJRマークの使用を中止し、つばめマークを正式な社章としている。

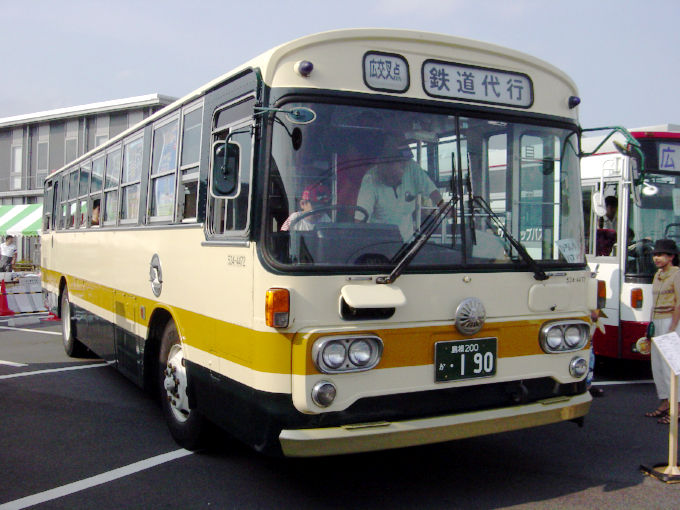
1980年まで存在した旧々塗装（リバイバルカラーとして復刻した車両） 534-4472
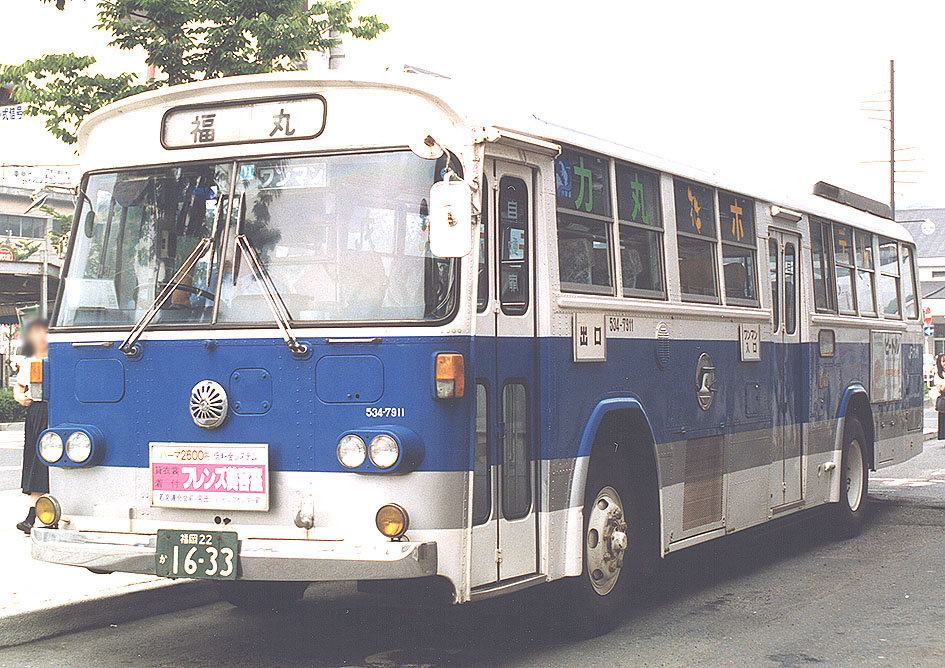
旧塗装 534-7911
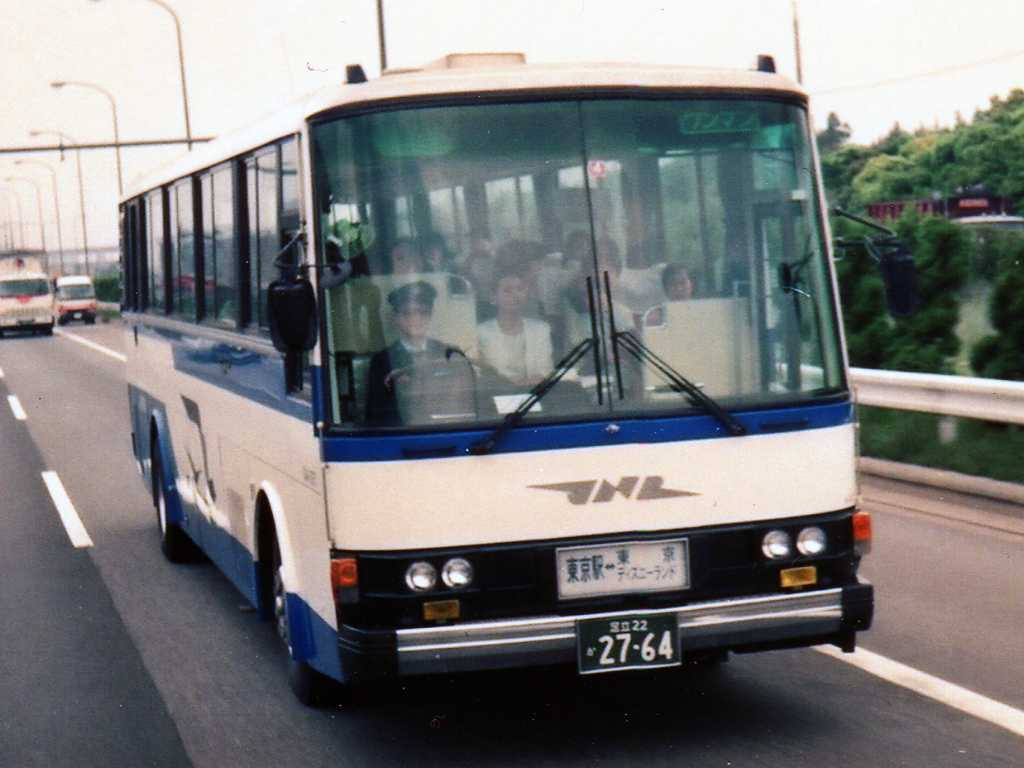
1985年に登録された車両まではJNRマークが取り付けられていた（1987年撮影） 644-5971
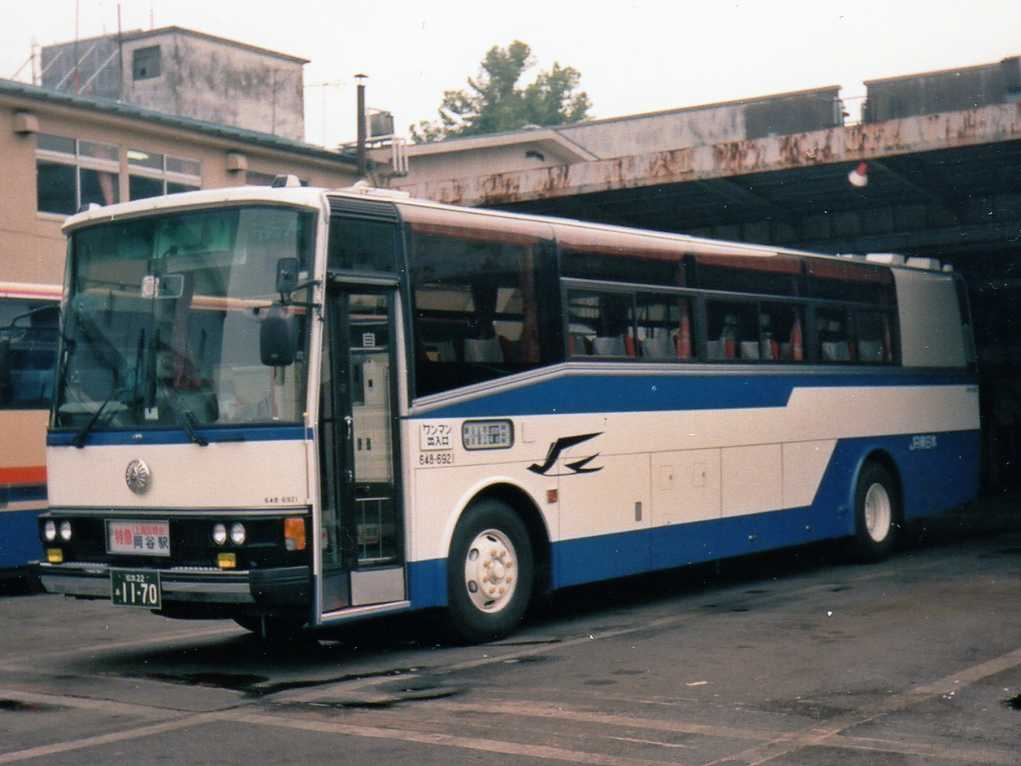
1986年後期に登録された車両はJNRマークは無く、つばめマークも小さかった（1987年撮影） 648-6921
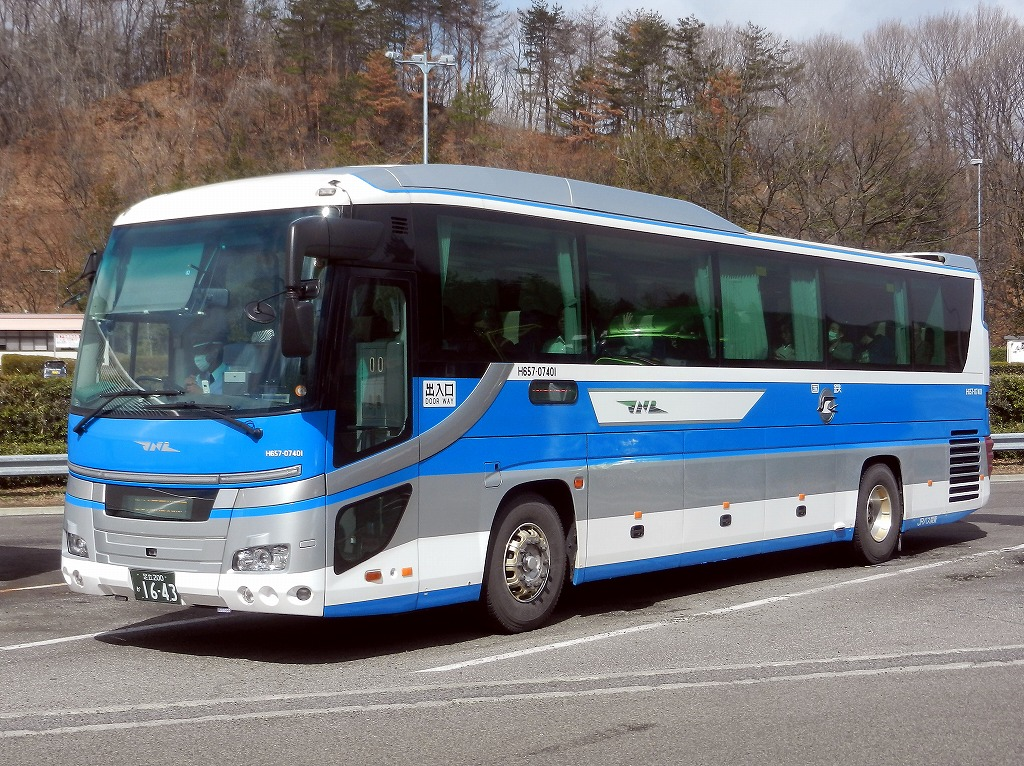
2013年にJRバス関東で登場した復刻塗装

### その他

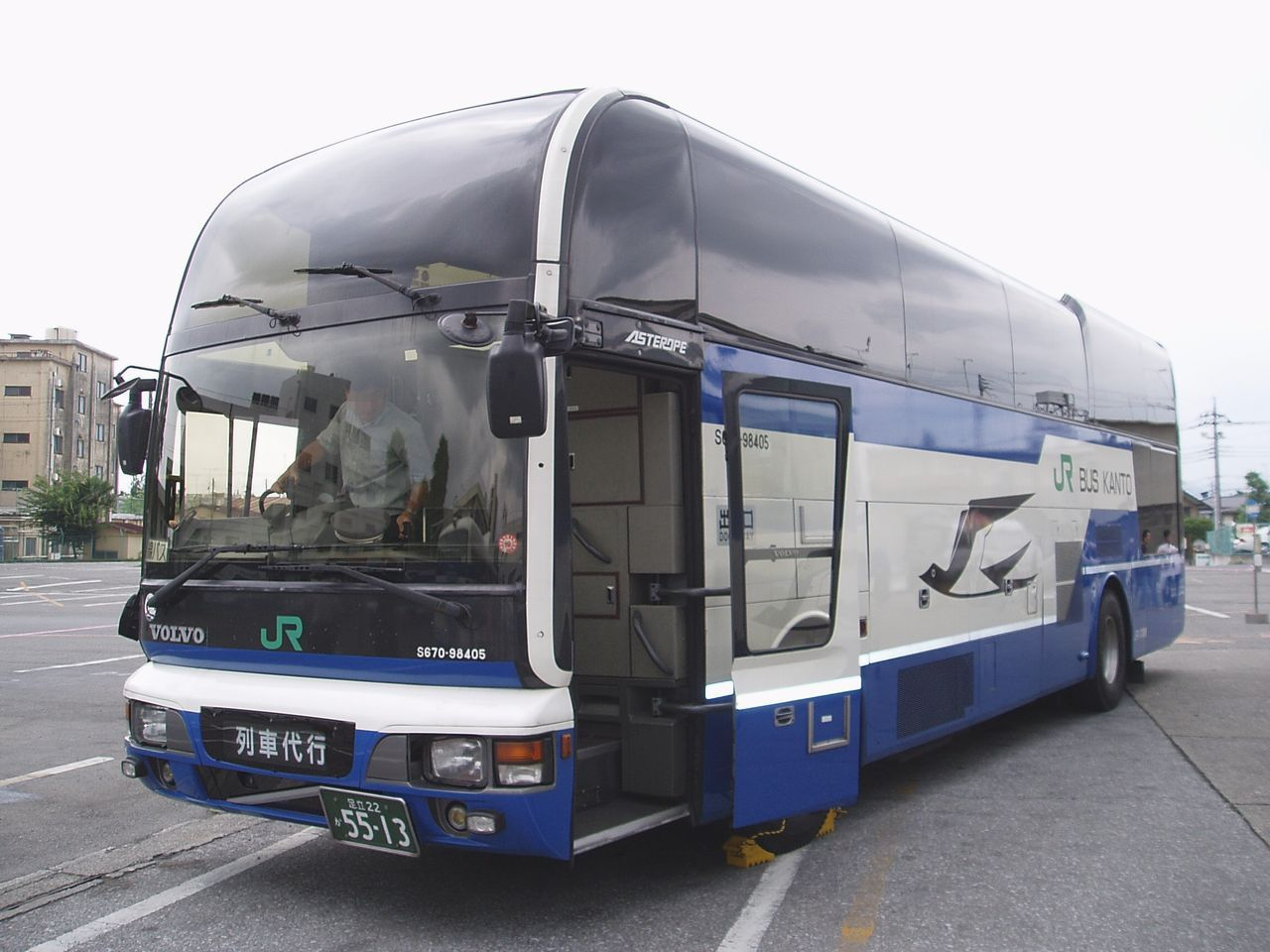
JRバスになっても「列車代行」の表示幕は大半の車両に用意されている（2007年撮影） JRバス関東S670-98405

国鉄バスの5原則の中の「代行」には、鉄道線が不通になった場合の輸送の代行も含まれていた。このため、どの車両にも「列車代行」「鉄道代行」という表示幕が用意されていた。分割民営化・バス分社化後もこれは続いており、現在の四国を除くJRバス車両にも「列車代行」の表示は路線車全車両のみならず、高速車の一部にも用意されている。

### 保存車両
- 国鉄バス第1号車[28]（リニア・鉄道館、愛知県名古屋市）
（旧）交通博物館（東京都千代田区）→鉄道博物館（さいたま市）で展示後[29]、リニア・鉄道館に移設[30]。
- 日野RA900P型、1969年式、747-9901（さくら交通公園、茨城県つくば市）
東名高速線ドリーム号、国鉄専用型式
- 三菱B906R型、1969年式、744-9901（西日本JRバス京都営業所、京都市南区、非公開）
東名高速線ドリーム号、国鉄専用型式
交通科学博物館（大阪市港区）にて保存されていたが、閉館に伴い京都営業所へ移動し屋根付きの格納庫にて保管[31]。京都へ移動後、2017年に京都鉄道博物館の機関庫にて期間限定で一般公開された[32]。
- 三菱P-MS735SA型、1984年式、H654-84451(旧番744-4951)（日本バス友の会、通常非公開）
東名高速線、国鉄専用型式、最終配置：JRバス関東水戸支店
- 三菱W80型、1970年改造、434-0001（小樽市総合博物館、北海道小樽市、現在非公開）
ボンネットバス フロンティア号（空知線:開拓の村 - 新札幌駅運行車）、最終配置：JR北海道バス厚別営業所
- ボンネットバス（復元車、JRバス東北古川営業所、宮城県大崎市、イベント等で公開）
1992年、資料を基にトラックのシャーシを再利用して復元したもの。
- いすゞP-LV314M型、1986年式、531-6460（汽車倶楽部[注 5]、福岡県直方市）
直方線、最終配置：JR九州バス直方支店（現・福岡中部支店）

### 車両称号
国鉄バスでは、「国鉄自動車称号規程」により、車両称号の付番法則が定められていた。国鉄末期には、10年以上使用される車両が出てきたことなどにより、一時的に称号が重複するケースがあったが、この場合は元からあった車両を改番していた（1982年以降は、固有番号の下2桁を初めから飛ばして付番する（「71 - 」「51 - 」など）ことにより、称号の重複をできるだけ避けていた）。
1966年に改定された車両称号はこの表の通りである。
| 7    | 4    | 4        | - | 4    | 9    | 01       |
| ---- | ---- | -------- | - | ---- | ---- | -------- |
| 車種 | 形状 | メーカー |   | 年式 | 装備 | 固有番号 |

- 車種
  - 1: 室内長6,500 mm未満かつ室内高1.800 mm未満（マイクロバス）
    - 通称「ライトバス」。国鉄時代には川本・妻・嬉野の3営業所のみ配置されていた。

  - 2: 室内長7,200 mm未満（中型バス）
  - 3: 室内長7.200 mm以上7,800 mm未満（中型バス）
  - 4: 室内長7,800 mm以上8,600 mm未満（大型ショート系）
    - 国鉄時代は主に中扉のみを装備したツーマン車が多かった。

  - 5: 室内長8,600 mm以上（大型バス）
  - 6: 中長距離・観光
  - 7: 高速
    - 12 m級の東名・名神・中国の各高速線専用車である。東名・名神高速線には国鉄専用型式が、中国高速線には市販型式の三菱・B907Aが導入された。

  - 8: 最大積載量4トン未満の貨物車
  - 9: 最大積載量4トン以上の貨物車
  - 0: その他
- 形状
  - 旅客車（バス）
    - 1: 横向き座席（いわゆるロングシートであるが、最後部は前向きのため「三方シート」とも）
    - 2: 混合（半分以上が前向き）
    - 3: 前向き座席
    - 4: リクライニングシート

  - 貨物車（トラック）
    - 1: 並荷台（鉄道の貨車で言えば「無蓋車で煽り戸が低いタイプ」）ディーゼル車
    - 2: 深荷台（鉄道の貨車で言えば「無蓋車で煽り戸が高いタイプ」）ディーゼル車
    - 3: 箱型（バンボディ。鉄道の貨車で言えば「有蓋車」）ディーゼル車
    - 5: 並荷台ガソリン車
    - 6: 深荷台ガソリン車
    - 7: 箱型ガソリン車
- メーカー
  - 1: いすゞ
  - 2: ニッサン（下記の日産ディーゼルとは異なる）
  - 3: トヨタ
  - 4: ふそう（三菱重工業→三菱自動車→三菱ふそうトラック・バス）
  - 5: 東洋工業
  - 6: 富士重工
  - 7: 日野
  - 8: UD（民生デイゼル→日産ディーゼル）
  - 0: その他
- 年式
  - 西暦の下1桁
- 装備
  - 0: 冷房なし・板ばね
  - 4: 冷房付き・板ばね
  - 5: 冷房なし・空気ばね
  - 9: 冷房付き・空気ばね
    - 後から改造の場合、2を加える。ただし冷房付きの場合は1を減じる。
- 固有番号
  - 前5桁ごとの連番

上記の附番法則によると、一例として「744-4901」は、「(7)=高速車で、(4)=リクライニングシート装備の(4)=三菱製、(4)=製造年はxxx4年で、(9)=冷房・空気ばね装備の車両」における(1)=1号車ということになる。